# 2024 na televisão brasileira
A seguir há uma lista de eventos relacionados à televisão brasileira em 2024. Os eventos listados incluem estreias, cancelamentos e finais de programas de televisão; lançamento, encerramento e rebrandings de canais; estações locais mudando de afiliação de rede; e informações sobre controvérsias e disputas de carregamento.

## Eventos notáveis

### Janeiro
| Data    | Evento |
| ------- | --- |
| 1.º     | Na TV Globo, Miguel Athayde assume a diretoria-executiva de jornalismo, substituindo Ricardo Villela. |
| 1.º     | Na TV Globo Rio de Janeiro, Marcio Sternick assume a direção regional de jornalismo, substituindo Vinícius Menezes. |
| 1.º     | Na GloboNews, Vinícius Menezes assume a direção do canal, substituindo Miguel Athayde. |
| 1.º     | Na TV Globo, o Hora Um ganha novo grafismo. |
| 1.º     | Na TV Globo, o Encontro com Patrícia Poeta ganha novo grafismo. |
| 3       | Na TV Globo, o homem-tempo do Hora Um da Notícia, Marcelo Pereira, sofreu um mal súbito enquanto se preparava para entrar ao ar no telejornal, deixando o Edifício Jornalista Roberto Marinho (onde são produzidos os telejornais de rede Hora Um, Jornal Hoje, Jornal da Globo e os telejornais locais Bom Dia São Paulo, SP1 e SP2) de ambulância. Na edição do dia seguinte, o repórter foi substituído por Eliezer dos Santos, sendo o segundo caso seguido de um jornalista que passa mal pelas dependências do canal, já que no dia 29 de dezembro de 2023, o plantonista José Roberto Burnier sofreu um infarto logo após encerrar o SP2 na filial de São Paulo, sendo hospitalizado em seguida e sem risco de morte. |
| 4       | Durante a exibição do CNN Prime Time na CNN Brasil, a apresentadora Thais Herédia sofreu uma queda de pressão e foi substituída às pressas por Stêvão Limana. A troca aconteceu por volta das 21h12 durante o intervalo comercial do telejornal e em seu retorno, o âncora substituto justificou o ocorrido ao público e em seguida, tranquilizou os telespectadores ao dizer que a jornalista estava bem. |
| 5       | O Grupo Nordeste de Comunicação, proprietário da TV Asa Branca e da futura TV Asa Branca (Maceió) (chamada provisoriamente de TV Elo) estreia nova identidade visual e passa a se chamar Grupo Asa Branca. |
| 12—10/2 | A ESPN e o Star+ realizam a cobertura da Copa da Ásia de 2023. |
| 12      | A repórter Naíne Carvalho, da Rede Amazônica Manaus, afiliada à TV Globo na capital do Amazonas, sofreu um leve soco na cabeça e foi insultada enquanto estava em um link ao vivo no Bom Dia Amazonas, em frente ao Fórum de Manaus, na região central da cidade. Após o ocorrido, a transmissão voltou ao estúdio e a filmagem foi retomada logo depois com a jornalista se desculpando ao público e justificando o acontecimento. |
| 12      | O Vasco da Gama fecha um acordo com o Grupo Globo (SporTV e Premiere) para as transmissões de suas partidas como mandante no Campeonato Carioca de Futebol de 2024 pela TV por assinatura. O acordo marca o retorno parcial do torneio para as mídias do grupo carioca desde a recisão com a Federação de Futebol do Rio de Janeiro (FERJ) na edição de 2020. Pela TV aberta, os direitos foram repassados ao SBT no dia 17 de janeiro, marcando a volta parcial do campeonato à emissora desde a cobertura do jogo de volta da final com a dupla Fla-Flu em 2020. |
| 13—11/2 | A Band, o BandSports e o Bandplay realizam a cobertura do Campeonato Africano das Nações de 2023. |
| 15      | Na TV Globo, o Encontro com Patrícia Poeta ganha um novo cenário. |
| 21      | No SBT, Téo José deixa a apresentação do SBT Sports. |
| 27—28   | O Multishow e o Bis transmitem o Festival de Verão de Salvador. A TV Globo exibe os melhores momentos. |
| 28      | No SBT, Fred Ring assume a apresentação do SBT Sports, substituindo Téo José. |
| 29      | O Grupo Globo (TV Globo e SporTV) renova os direitos de transmissão de torneios de seleção organizados pela Federação Internacional de Voleibol (FIVB) até 2028, mantendo a exclusividade de competições como a Liga das Nações e o Campeonato Mundial. |

### Fevereiro
| Data  | Evento |
| ----- | --- |
| 1.º   | No BandSports, durante o intervalo comercial do jogo entre Fluminense e Bangu pelo Campeonato Carioca, o canal acabou exibindo uma propaganda de um site de conteúdo pornográfico fora do horário adequado para veiculação de tal material. Após o incidente, a emissora se desculpou com o público em uma nota à imprensa, garantindo que o problema foi sanado. |
| 2—3   | A TV Tribuna transmite os desfiles das escolas de samba do Grupo Especial de Santos. |
| 3     | A Rede Gazeta e a TVE ES transmitem os desfiles das escolas de samba do Grupo Especial de Vitória. |
| 3     | A Rede Meio Norte e a TV Antena 10 transmitem o Corso de Teresina. |
| 3     | A TV A Crítica transmite os desfiles das escolas de samba do Grupo Especial de Manaus. |
| 3     | A Record renova o contrato de exibição dos desenhos animados do Pica Pau para o biênio 2025-2026. |
| 4     | A TNT transmite a 66.ª edição do Grammy Awards. |
| 4     | A TV Globo exibe os melhores momentos dos festivais Universo Spanta (apenas para o estado do Rio de Janeiro) e Planeta Atlântida. |
| 9—14  | As emissoras de TV realizam a cobertura do Carnaval de 2024, sendo que: - A TV Globo exibe o Globeleza, com os desfiles das escolas de samba de São Paulo e Rio de Janeiro, a abertura do carnaval de Salvador, o desfile dos blocos de Belo Horizonte na TV Globo Minas, o carnaval de Pernambuco na TV Globo Pernambuco e o Carnaboi na Rede Amazônica. Flashs ao longo da programação e coberturas especiais são veiculadas sob o título Glô na Rua. A Rede Bahia cobre localmente o carnaval de Salvador no Bahia Folia; - A Band exibe o Band Folia, com os desfiles das escolas de samba da Série Ouro do carnaval do Rio de Janeiro, além do carnaval de Salvador e de Pernambuco; - O SBT exibe o SBT Folia, mostrando o carnaval de Salvador em parceria com a TV Aratu, o carnaval de Pernambuco em parceria com a TV Jornal e o carnaval do Rio de Janeiro e São Paulo através das filiais como o SBT São Paulo e o SBT Rio; - A RedeTV! exibe o Bastidores do Carnaval, com os flashes ao vivo do carnaval do Rio de Janeiro e São Paulo; - A TV Brasil exibe o Carnavais do Brasil, com os desfiles das escolas de samba do Grupo de Acesso I e II de São Paulo, além de flashes ao vivo do carnaval de Salvador em parceria com a TVE Bahia, o carnaval de Pernambuco em parceria com a TV Pernambuco e o desfile das escolas de samba da Série Prata do carnaval do Rio de Janeiro em parceria com a TV Alerj, com essa sendo transmitida localmente. |
| 10    | A NDTV transmite os desfiles das escolas de samba do Grupo Especial de Florianópolis. |
| 15    | O Grupo Bandeirantes de Comunicação (BandSports) adquire os direitos de transmissão da Liga dos Campeões da CAF pela temporada 2023-2024, se tornando a primeira emissora brasileira a transmitir o torneio. Com isso, todos os torneios dos campeões continentais passam a ser transmitidos no país, sendo eles a Copa Libertadores da América (TV Globo, ESPN e Paramount+), a Copa dos Campeões da CONCACAF (ESPN e Star+), a Liga dos Campeões da UEFA (SBT, TNT Sports e HBO Max) e a Liga dos Campeões da AFC (ESPN e Star+). |
| 17    | O SBT exibe sem aviso prévio a reprise do desfile da escola de samba carioca Tradição que homenageou o apresentador Silvio Santos exibido pela TV Globo em 2001. A exibição aconteceu com a marca d'água da emissora carioca no canto inferior esquerdo e com a legenda "Imagens da Internet". Apesar da repercussão do caso e pela transmissão ter ocorrido de maneira ilegal, a TV Globo decidiu não abrir ação judicial contra o SBT, tratando o caso como uma "homenagem" ao dono da emissora. |
| 17    | O Multishow transmite o Desfile das Campeãs das escolas de samba do Grupo Especial do Rio de Janeiro e o show Apoteose do Samba - 40 Anos com Alcione, Anitta, Pretinho da Serrinha e Zeca Pagodinho. A TV Globo exibiu apenas o show ao vivo e os flashes dos desfiles. |
| 17    | A TV Cultura transmite o Desfile das Campeãs das escolas de samba do Grupo Especial de São Paulo. |
| 19    | O BandSports estreia nova identidade visual. |
| 23—24 | A TVE RS transmite os desfiles das escolas de samba das séries Ouro e Prata de Porto Alegre. |
| 28    | Durante o Programa do Ratinho no SBT, o apresentador titular soltou uma piada com teor transfóbico contra o vereador de São Paulo, Thammy Miranda (PL-SP), que faria uma participação na atração. Após o incidente ter ido ao ar, o parlamentar decidiu não marcar mais presença no programa e deixou a emissora e Ratinho não explicou aos telespectadores o motivo da desistência, ignorando o ocorrido. |

### Março
| Data     | Evento |
| -------- | --- |
| 1.º      | O Grupo Globo (TV Globo, SporTV e Premiere) fechou um acordo com o Santos para as transmissões das suas partidas pelo Brasileirão Série B como mandante, sendo beneficiada pela Lei 14.205/21. A aquisição marca o retorno parcial da segunda divisão à TV Globo após a sua última cobertura em 2022. |
| 1.º—2    | A Rede Cultura do Pará transmite os desfiles das escolas de samba de Belém. |
| 3        | Na Rede Minas, emissora afiliada aos canais TV Brasil e TV Cultura em Minas Gerais, o apresentador do programa Meio de Campo, Pedro Rocha, sofreu um desmaio enquanto apresentava o programa, deixando os estúdios em uma maca e levado de ambulância ao hospital. No momento do incidente, a câmera do programa estava focada no jornalista Stefano Poke, que comentava os lances da primeira divisão do Campeonato Mineiro e imediatamente foi cortada, levando a atração para o intervalo comercial. De acordo com as informações de um portal local, Pedro sofreu um desmaio em decorrência de uma dengue. Apesar do susto, o apresentador permaneceu em observação e foi liberado em seguida. Além disso, ele substituía o titular André Cristino, que foi dispensado por apresentar sintomas da mesma doença de Rocha, uma vez que o estado vivia um surto de dengue. |
| 8        | Durante a exibição do Primeiro Impacto no SBT, a emissora sofreu uma falha técnica por volta das 6h09, com a imagem caindo durante a exibição do programa, ficando apenas uma tela preta e a marca d'água do canal. O apresentador Felipe Malta imediatamente chamou o intervalo comercial, já que o áudio não foi afetado, e seguiu no break até às 6h17, quando colocou ao ar, de maneira emergencial, o Notícias Impressionantes. O telejornal retornou por volta das 6h38, mas ainda apresentando problemas como o funcionamento de apenas uma câmera, falta da geração de caracteres e a transmissão de matérias pré-gravadas, voltando a sua total normalidade ás 7h32. |
| 8        | No SBT, Marcão do Povo deixa a apresentação do Primeiro Impacto. |
| 8        | O Grupo Globo (TV Globo, SporTV e Premiere) fechou um acordo com a LIBRA (Liga do Futebol Brasileiro), que é representada por Flamengo, Palmeiras, São Paulo, Grêmio, Atlético Mineiro, Bahia, Vitória, Santos, Red Bull Bragantino e times abertos à filiação, garantindo a renovação dos direitos de transmissão do Campeonato Brasileiro de Futebol pela primeira divisão válido pelo quienio 2025-2029. Os clubes terão os jogos exibidos de maneira exclusiva pelo conglomerado de mídia carioca enquanto forem mandantes, sendo amparados pela Lei 14.205/21. |
| 8        | A TV Brasil fecha um acordo com a CBF e adquire os direitos de transmissão da primeira divisão do Brasileirão Feminino, voltando a transmitir o torneio desde a última cobertura em 2018 e renova as transmissões do Brasileirão Masculino pela Série D. |
| 9        | No SBT, Marcelo Torres e Márcia Dantas deixam a apresentação do SBT Brasil. |
| 9        | A CBF havia rescindindo o contrato firmado com a agência Brax, que era válido até 2026, para as transmissões do Brasileirão Série B. O motivo alegado foi a falta de compromisso em honrar o acordo fechado em 2023 entre as duas partes, que previam também um investimento forte na segunda divisão do principal torneio de clubes, em troca de uma prioridade máxima em jogos da Seleção Brasileira de Futebol e da Série A futuramente, fazendo com que a empresa não consiga arcar financeiramente com a cobertura da Série B, estimada em R$200 milhões. Tal decisão tinha culminado na saída do torneio da Band, que havia fechado a parceria com a produtora no ano anterior. Em 5 de abril, os jogos da segunda divisão em televisão aberta foram repassados para a TV Brasil, marcando a volta do torneio após a sua última cobertura em 2018, e para o serviço de streaming GOAT (com exceção dos jogos do Santos como mandante), enquanto que o Grupo Globo (SporTV e Premiere) renovou os direitos de transmissão das partidas. No dia 18, em uma reviravolta, a CBF decidiu firmar um novo acordo com a Brax, o que ocasionou na volta da Bandeirantes às transmissões, se juntando a TV Brasil, SporTV, Premiere e ao GOAT na cobertura. |
| 10       | A TNT transmite a 96.ª edição do Óscar. |
| 11       | No SBT, o Primeiro Impacto ganha um novo cenário. |
| 11       | No SBT, César Filho assume a apresentação do SBT Brasil, substituindo Marcelo Torres e Márcia Dantas e o telejornal ganha um novo cenário e identidade visual. |
| 12       | Na TV Globo, o Jornal da Globo ganha um novo cenário e identidade visual. |
| 13       | Na TV Globo, o Hora Um da Notícia ganha um novo cenário. |
| 13       | Na TV Globo, o Jornal Hoje ganha um novo cenário. |
| 15       | O edifício Palácio da Imprensa, onde fica localizado a sede do SBT Brasília, filial do SBT no Distrito Federal, sofreu um princípio de incêndio, que teria iniciado em um dos quadros de energia elétrica. Por motivos de segurança, o prédio foi evacuado, mas quatro pessoas ficaram presas no elevador já que o fornecimento de luz teve que ser interrompido, com todos saindo do local após o religamento do gerador de energia. Devido ao incidente, a programação local da emissora teve que ser suspensa, sendo substituída pela grade nacional. |
| 16       | Na TV Globo, o Caldeirão com Mion ganha um novo cenário e identidade visual. |
| 18       | No SBT, o Fofocalizando ganha um novo cenário e identidade visual. |
| 19       | Na Record São Paulo, matriz da Record, o repórter Marcos Guimarães quase foi atingido por uma pedra que havia sido lançada através de uma moradora de rua no bairro Vila Nova York, na Zona Leste de São Paulo, uma vez que haviam denúncias de moradores da região que sentiam incomodados pelas ações da mulher. As imagens da reportagem foram ao ar na edição matinal do Balanço Geral SP. Essa foi a segunda vez que o jornalista é alvo de ações externas na rua, uma vez que no ano passado, o mesmo quase foi vítima de um assalto enquanto se preparava para entrar ao vivo, com as imagens sendo capturadas por um câmera que o acompanhava. |
| 20       | A TV Globo e a EPTV Campinas, afiliada à mesma no interior de São Paulo, foram condenadas pelo TJ-SP a pagar o valor de R$ 150 mil por danos morais devido a exibição de uma reportagem, em setembro de 2018, sobre uma operação policial que ocorreu em Paulínia, onde foi divulgado erroneamente que uma mulher (cuja identidade não foi divulgada) teria relação com a operação. Após a exibição da reportagem, a mulher foi apreendida, mas logo foi liberada por falta de provas. |
| 22—24    | O Multishow e o Bis transmitem a 11.ª edição do Lollapalooza Brasil. A TV Globo exibe os melhores momentos. |
| 25       | Na Band, o Jogo Aberto ganha um novo cenário. |
| 25       | No SBT, Vicente Varela assume a direção de Operações e Desenvolvimentos Comerciais, Lucas Gentil a Gerência de Núcleo e Tiago Galassi a direção de Programas e Esportes, substituindo, respectivamente, Fernando Pelégio e Luciano Callegari Jr. |
| 29       | Na GloboNews, Tiago Eltz deixa a apresentação do GloboNews em Ponto. |
| 29       | A TV Globo Pernambuco e as afiliadas da TV Globo no Nordeste e Norte exibem o especial da Paixão de Cristo de Nova Jerusalém. |
| 30       | Uma queda de raio interrompeu as transmissões da Rede Gazeta, afiliada da TV Globo, na Região Metropolitana de Vitória, afetando drasticamente o sinal na TV aberta durante o período da tarde. O canal manteve a cobertura apenas pelo Globoplay, exibindo plantões durante os intervalos comerciais da programação nacional com informações da forte chuva que caía no estado do Espírito Santo. O sinal só foi restabelecido por volta das 19h20. |
| 31 e 7/4 | A TV Cultura, em cadeia com a TV Brasil Central, exibe a final do Campeonato Goiano entre Atlético Goianiense e Vila Nova. |
| 31       | Na Band, o Show do Esporte ganha um novo cenário. |

### Abril
| Data | Evento |
| ---- | --- |
| 1.º  | Na GloboNews, Nilson Klava assume a apresentação do GloboNews em Ponto, substituindo Tiago Eltz. |
| 1.º  | Durante o Programa do Ratinho no SBT, o apresentador titular fez comentários de teor racista sobre Cíntia Mello, uma das bailarinas da atração. Em uma interação na abertura do programa, Ratinho sugeriu que o cabelo da dançarina fosse "uma peruca" e que teria "um piolho", pedindo para que a assistente de palco Milene Uehara o puxasse. O episódio repercutiu negativamente nas redes sociais, sendo apontado como racismo recreativo. O apresentador não se pronunciou publicamente, mas uma nota de sua assessoria afirmou que "não concorda com a forma que interpretaram o assunto". Em 18 de abril, Cíntia pediu demissão da emissora. |
| 2    | O apresentador João Fernandes da TV Correio, afiliada da Record, em João Pessoa na Paraíba, foi vítima de uma tentativa de homicídio enquanto se dirigia à sede da emissora por volta das 4h da manhã. O jornalista foi seguido por criminosos que dispararam alguns tiros em direção ao seu veículo. Apesar do susto, ele não foi atingido e durante a apresentação do programa Correio Manhã, Fernandes deu um depoimento emocionado aos seus telespectadores e acompanhou as investigações do próprio atentado ao vivo. |
| 5    | No SBT, Christina Rocha deixa a apresentação do Tá na Hora. |
| 6    | A TV Bahia transmite o festival Viva Salvador. A TV Globo exibe os melhores momentos. |
| 6    | A TV Brasil exibe o duelo feminino entre Brasil e Canadá, válido pelo torneio amistoso SheBelieves Cup. |
| 15   | O BandNews TV estreia nova identidade visual. |
| 17   | No SBT, Márcia Dantas assume a apresentação do Tá na Hora, substituindo Christina Rocha. |
| 19   | A RPC, afiliada da TV Globo no estado do Paraná, utilizou indevidamente a vinheta e a trilha sonora do Plantão da Globo durante a apresentação de uma reportagem na edição local do Globo Esporte, anunciando o retorno do atacante Nikão ao Athletico Paranaense. A exibição da matéria repercutiu negativamente nas redes sociais e nos bastidores internos da TV Globo, que emitiu um comunicado proibindo o uso não autorizado do pacote gráfico do boletim extraordinário na programação local das emissoras próprias e parceiras, classificando o caso como "erro grave". Anterior ao ocorrido, a RBS TV também já chegou a utilizar o grafismo do Plantão no mesmo programa em sua versão regional. Após a advertência da alta cúpula, a RPC publicou uma nota se desculpando pela atitude.                                                                 |
| 25   | A repórter Lilly Nascimento, da ESPN, foi vítima de um assalto enquanto se preparava para gravar uma matéria no Centro de Treinamento da Sociedade Esportiva Palmeiras, em Guarulhos, na Região Metropolitana de São Paulo. Apesar do susto, a jornalista só teve o celular roubado e os assaltantes invadiram as redes sociais da mesma divulgando um golpe onde os seguidores teriam que depositar um valor para terem investimentos em dinheiro. A The Walt Disney Company, proprietária da emissora, informou que entrou em contato com a Meta Platforms, proprietária do Instagram, para recuperar as redes sociais da repórter, enquanto que o Palmeiras emitiu uma nota solicitando urgência dos órgãos de segurança por conta de constantes assaltos na região, além de se solidarizar com a vítima.                                                       |
| 26   | O apresentador Alexandre Kapiche, do RJ1 na InterTV Alto Litoral, afiliada à TV Globo em Cabo Frio, Rio de Janeiro, foi demitido da emissora após uma acusação de assédio sexual. Tal noticia foi recebida com surpresa pela comunidade local e nos bastidores do canal, que não emitiram nota oficial e nem os motivos para tomarem tal atitude. A denúncia só foi realizada após o marido de uma das vítimas ter ido diretamente à estação de TV local apresentar um vídeo das investidas do jornalista, além de expor uma onda de demissão de mulheres por conta da conduta de Kapiche e pela repercussão interna dos acontecimentos, levando até a suspeita de acobertamento por parte do diretor de jornalismo do canal, Rolf Danziger, que havia sido demitido em 2006 por assédio moral e foi recontratado em 2021 por forte influência dentro da TV Globo. |

### Maio
| Data    | Evento |
| ------- | --- |
| 1.º—17  | A maior parte das redes de televisão, além de emissoras baseadas no Rio Grande do Sul cancela ou modifica atrações da grade de programação para providenciar cobertura jornalística sobre as enchentes no estado. A cobertura prosseguiu sem grandes alterações nas programações depois de 17 de maio. |
| 3       | No SBT, José Occhiuso deixa a direção de jornalismo, sendo substituído por Luiz Alberto Weber. |
| 4       | A TV Globo, o Multishow e o Globoplay transmitem o último show da The Celebration Tour da cantora Madonna, ao vivo da Praia de Copacabana, no Rio de Janeiro. |
| 5       | Na TV Globo, Pedro Lins assume a apresentação do Pequenas Empresas & Grandes Negócios e o programa ganha uma nova identidade visual e grafismos. |
| 8       | O repórter Arildo Palermo, da RBS TV, afiliada à TV Globo no Rio Grande do Sul, foi hostilizado enquanto estava em um link ao vivo no Jornal da Globo informando sobre o atendimento às vítimas das enchentes no estado. Após o ocorrido, a transmissão voltou ao estúdio e a filmagem foi retomada logo depois com o jornalista se desculpando ao público e justificando o acontecimento. Por conta dos ataques, a TV Globo anunciou a contratação de seguranças para garantir a proteção dos seus jornalistas durante a cobertura. |
| 9       | Durante um link ao vivo na CNN Brasil, o repórter Pedro Teixeira foi surpreendido por uma fala de um dos socorristas na cidade de Canoas, no Rio Grande do Sul, um dos municípios mais atingidos pelas enchentes no estado. Enquanto o jornalista entrava ao vivo no programa CNN Arena, o voluntário e pré-candidato à vereador por Santana de Parnaíba, na Zona Oeste de São Paulo, Bruno Fonseca (PSD), direcionou seus ataques à TV Globo e ao presidente da república, Luiz Inácio Lula da Silva (PT), no meio de sua entrevista. O funcionário imediatamente retirou o microfone do entrevistado e lamentou o ocorrido no meio da atração. |
| 13      | Na Band, o Melhor da Tarde ganha uma nova identidade visual, vinheta e grafismos. |
| 15      | Na RedeTV!, a apresentadora Claudete Troiano passou mal durante a exibição do Vou Te Contar e foi levada às pressas ao hospital, sendo substituída por Leão Lobo, que informou aos telespectadores sobre o ocorrido. A troca aconteceu por volta das 10h20, enquanto o programa estava no ar. Em nota, a emissora informou que Claudete teve uma crise gástrica e foi liberada pelos médicos para retornar à atração no dia seguinte. |
| 16      | Em virtude das mortes de Antero Greco e Silvio Luiz, várias emissoras prestaram homenagens aos jornalistas esportivos em suas programações: - O SBT reexibiu as entrevistas de Antero Greco e Silvio Luiz no The Noite com Danilo Gentili, exibidas originalmente nos dias 22 de abril de 2014, 12 de julho de 2017 e 19 de dezembro de 2022. - A RedeTV! reexibiu a entrevista de Silvio Luiz ao Sensacional, exibida originalmente no dia 10 de agosto de 2023 e exibiu o Especial Silvio Luiz. - A ESPN exibiu uma edição especial do SportsCenter Brasil, reunindo jornalistas como Paulo Soares, André Kfouri, Paulo Calçade, Gian Oddi, Alex Tseng e ex-jornalistas que ajudaram na fundação da emissora como José Trajano e Juca Kfouri. |
| 25      | A Band foi obrigada a conceder um direito de resposta à extinta empresa italiana Alitalia, após ter sofrido derrotas judiciais. O motivo foi um depoimento polêmico de Datena durante a exibição do Brasil Urgente em 2009, quando o apresentador titular criticou a prática de overbooking, que significa a venda de passagens acima do excedido, deixando passageiros sem assentos, além de ter feito duras acusações e ofensas contra a companhia aérea, iniciando um processo judicial em 28 de janeiro de 2010, no qual o canal sofreu várias derrotas até a sentença final, sendo aplicada uma multa de R$4,7 milhões e a leitura do direito de resposta apenas no policialesco vespertino e não nas outras atrações. Em cumprimento da determinação, a Bandeirantes retirou o programa do ar durante seis minutos e exibiu uma leitura do processo de número 0001845-88.2010.8.26.0011 aos telespectadores e após o ocorrido, transmitiu uma matéria em homenagem ao jornalista, que completou 67 anos no dia 19 de maio. |
| 26      | A TV Globo, SporTV e o Globoplay transmitem o Futebol Solidário, em prol das vítimas das enchentes no Rio Grande do Sul. |
| 26      | A TV Globo exibe a 7.ª edição do prêmio Sim à Igualdade Racial, realizada em 8 de maio. |
| 28      | O repórter do SBT Rio, filial do SBT na Região Metropolitana do Rio de Janeiro, Jackson Silva, precisou se abrigar embaixo de uma retroescavadeira enquanto gravava uma matéria sobre uma troca de tiros entre os policiais e traficantes no Morro da Fé, no Complexo da Penha, Zona Norte da capital fluminense. O jornalista e um câmera permaneceram deitados na calçada até serem resgatados por um policial, com as imagens sendo postadas nas redes sociais e indo ao ar nacionalmente no Tá na Hora. |
| 31—30/6 | As emissoras de TV na Região Nordeste realizam a cobertura dos festejos da Festa Junina, sendo que: - A TV Cabo Branco e a TV Paraíba transmitem o Maior São João do Mundo, no Parque da Gente, em Campina Grande, entre os dias 31 de maio e 29 de junho. A TV Globo Pernambuco, TV Asa Branca e a TV Grande Rio transmitem a abertura do São João de Caruaru no dia 1.° de junho. A TV Globo Pernambuco, Rede Mirante, InterTV Cabugi, TV Gazeta de Alagoas e a Rede Liberal (única emissora da Região Norte) transmitem o Festival Beneficente São João da Thay nos dias 7 e 8 de junho. A TV Globo Pernambuco e as afiliadas da TV Globo na Região Nordeste exibem o especial São João do Nordeste nos dias 14 e 23 e os melhores momentos do Festival de Quadrilhas Juninas no dia 30; - A TV Jornal transmite a abertura do São João de Caruaru no dia 1.° de junho e exibe os melhores momentos no dia 22 para todo o estado de Pernambuco, enquanto que a TV Jornal Interior, filial da emissora parceira do SBT, exibe a festa durante todo o sábado de junho; - A TV Brasil e as emissoras afiliadas na Região Nordeste exibem o especial Arraiá Brasil durante os finais de semana de junho, com a transmissão dos festejos de São João em Caruaru, Mossoró, Campina Grande, Petrolina, Aracaju, Salvador e Amargosa; - A Record Bahia, Record Cabrália e as afiliadas da Record na Região Nordeste transmitem o Maior São João do Mundo, direto do Parque da Gente em Campina Grande, na Paraíba, no dia 22 de junho, com o sinal sendo gerado da TV Correio. |

### Junho
| Data    | Evento |
| ------- | --- |
| 7 e 9   | A TV Globo e o Multishow transmitem o Festival Salve o Sul, em prol das vítimas das enchentes no estado do Rio Grande do Sul. |
| 7       | Na TV Serra Dourada, afiliada do SBT no estado de Goiás, o repórter Lucílio Macedo, do telejornal SBT Notícias GO, recebeu um tapa no rosto enquanto entrevistava a influencer Sara Moreira, que se tornou viral nas redes sociais por gravar com a filha, Sabrina Moreira, um vídeo onde a moça de 20 anos insistia para que a mãe comprasse um Iphone 15 e recebia uma resposta negativa da genitora, fazendo com que a moça caísse no choro e fizesse drama em plena rodoviária de Goiânia. Apesar da cena, o repórter confessou que tudo não passou de uma brincadeira combinada, já que as mulheres ficaram famosas com a gravação do momento e a ideia era repetir a cena ao vivo no jornal. |
| 11      | Uma equipe de reportagem da Record Rio, emissora própria da Record, sofreu um ataque a tiros na região da comunidade do Castelar em Belford Roxo, Rio de Janeiro. A repórter Monique Bittencourt e o cinegrafista Thiago Bessa estavam em um carro de reportagem que foi alvejado por criminosos. Os dois ficaram feridos, sem gravidade, por estilhaços. |
| 14—14/7 | A TV Globo, SporTV, Globoplay e a CazéTV realizam a cobertura do Campeonato Europeu de Futebol de 2024. |
| 15      | Um cinegrafista do SporTV sofreu agressão verbal enquanto filmava o jogador Guga durante a partida entre o Fluminense e o Atlético Goianiense pela primeira divisão do Campeonato Brasileiro após o mesmo ter sido advertido pela arbitragem do jogo, além do próprio ter ameaçado uma reação física sobre o funcionário da Globo, chegando a tocar na câmera que capturava a sua imagem, mas sendo impedido por um preparador físico do time que o acalmava. Em nota, a jornalista Camila Carelli lamentou o ocorrido durante o Troca de Passes exibido após a partida. |
| 20—14/7 | A TV Globo, SporTV e o Globoplay realizam a cobertura da Copa América de 2024. |
| 20      | Na Band, Zeca Camargo deixa a apresentação do Melhor da Noite. |
| 21      | Na Band, Rodrigo Alvarez assume a apresentação do Melhor da Noite, substituindo Zeca Camargo. |
| 24      | Durante o Bom Dia São Paulo na filial paulista da TV Globo, um homem interrompeu o repórter Hermínio Bernardo enquanto ele estava ao vivo no matinal no Terminal Intermodal Pinheiros, pertencente à Companhia Paulista de Trens Metropolitanos (CPTM), na zona oeste da megalópole brasileira. No meio da matéria, o passageiro proferiu palavras de ordem contra a emissora, atrapalhando a matéria, levando a irritação de Rodrigo Bocardi, que desabafou ao vivo após o ocorrido. |
| 28—30   | A TV A Crítica transmite a 57.ª edição do Festival Folclórico de Parintins. |
| 29      | Na Band, José Luiz Datena deixa a apresentação do Brasil Urgente, sendo substituído interinamente por Lucas Martins. |
| 30      | No SBT, o Roda a Roda estreia nova identidade visual. |

### Julho
| Data    | Evento |
| ------- | --- |
| 1.º     | O GNT estreia nova identidade visual. |
| 3       | Uma equipe de reportagem do SBT Pará, filial do SBT no estado, sofreu queimaduras de segundo grau após filmarem uma explosão de um caminhão-tanque na rodovia BR-010, no perímetro entre as cidades de Paragominas e Ulianópolis, localizadas no sudeste paraense. A produção da matéria só aconteceu após a denúncia de um passageiro que flagrou um incêndio no veículo. Apesar do susto, os membros da equipe foram medicados e liberados em seguida. As imagens foram ao ar no SBT News na TV e no Chega Mais do dia seguinte (4). |
| 5—14    | O Canal Brasil transmite o Festival de Inverno do Rio de Janeiro. |
| 9       | No SBT, Felipe Malta deixa a apresentação do Primeiro Impacto. |
| 11      | Uma equipe de reportagem da Rede Mirante, afiliada à TV Globo no Maranhão, foi agredida pelo pré-candidato à vereador de São Luís, Lucas Paraíba (PL). Tal momento acontecia enquanto a repórter Nicce Ribeiro, o cinegrafista Luís de França e seu auxiliar Luís Garcês estavam ao vivo para o Bom Dia Mirante cobrindo um acidente de carro na Avenida Jerônimo de Albuquerque, na capital maranhense, sem saberem que o acidente foi provocado por Paraíba, que estava bastante embriagado na hora, chegando a tentar tampar a lente da câmera que o filmava, além de proferir socos e pontapés nos profissionais, com a emissora precisando interromper a matéria. Após o caso, Lucas subiu em um caminhão que passava na avenida e fugiu do local do acidente. Em nota, o canal, o Sindicato dos Jornalistas Profissionais do Maranhão (SINDJOR-MA) e a Federação Nacional dos Jornalistas (FENAJ) lamentaram o ocorrido, enquanto que o político também emitiu um pronunciamento se desculpando pelo comportamento e reconheceu que estava bêbado. |
| 17      | A Record afasta a repórter Renata Varandas após a mesma ter sido apontada como a responsável por vazar um dos trechos da entrevista exclusiva com o Presidente da República, Luiz Inácio Lula da Silva (PT), ao Jornal da Record, antes de ir ao ar no dia anterior, causando uma oscilação nos números do dólar. Além disso, foi descoberto que a jornalista era sócia da agência política e financeira Capital Advice e que os trechos foram divulgados pela corretora BGC. Em nota, o canal esclarece que soube da ligação da repórter Renata Varandas com a Capital Advice somente após a divulgação do release pela agência. A emissora deixa claro que condena qualquer vazamento de informações, principalmente com recorte parcial do que é apurado em entrevistas feitas por nossas equipes. Medidas cabíveis serão tomadas com a apuração dos fatos. Apesar de alguns portais terem anunciado a demissão da jornalista no dia 17, a mesma só viria a acontecer de fato no dia seguinte (18).                                                   |
| 19      | A Record foi uma das emissoras afetadas pelo incidente da CrowdStrike, fazendo com que os programas matinais como o Balanço Geral SP - Edição da Manhã, JR 24h - Edição das 7h, Fala Brasil e o Hoje em Dia fossem levados ao ar com vários erros, sendo eles a falha na Geração de Caracteres (GC) até a não exibição de reportagens gravadas e de links ao vivo de afiliadas e filiais por não conseguir acesso ao sistema. A situação se normalizou durante o dia. |
| 19      | Durante a edição nacional do Cidade Alerta na Record, o repórter Marcos Guimarães foi atingido por uma garrafa de plástico lançada por um morador de rua enquanto cobria o confronto entre policiais e traficantes na Cracolândia, localizada nos distritos de Santa Cecília e República, na Zona Central de São Paulo. Essa foi a terceira vez em que o jornalista se tornou alvo de incidentes enquanto participava de uma matéria, uma vez que em 19 de março, o mesmo foi acertado por uma pedra enquanto tentava gravar uma entrevista com uma moradora de rua na Zona Leste de São Paulo e em 23 de janeiro de 2023 quando quase teve o seu celular levado por assaltantes no centro de São Paulo antes de ser chamado para participar do Balanço Geral SP - Edição da Manhã, com as imagens sendo capturadas pelo cinegrafista da emissora. |
| 24—11/8 | A TV Globo, SporTV, Globoplay e a CazéTV realizam a cobertura dos Jogos Olímpicos de Verão de 2024. |

### Agosto
| Data       | Evento |
| ---------- | --- |
| 1.º        | A Band adquire os direitos de transmissão da Liga Europa da UEFA pelo quadriênio 2024-2027, substituindo a TV Cultura e o SBT. A aquisição marca o retorno da transmissão de um torneio europeu na emissora desde a temporada 2014–15 da Liga dos Campeões da UEFA. |
| 3          | Um incêndio destruiu parte de uma cidade cenográfica localizada nos estúdios da Record Rio, emissora própria da Record no Rio de Janeiro. Em nota, a emissora informou que as causas do incêndio serão apuradas internamente e que as chamas foram controladas pela Brigada de Incêndio presente no local e pelo Corpo de Bombeiros, não havendo vítimas naquele momento. O local atingido pelo acidente pertence à Seriella Productions, responsável pelas produções de dramaturgia do canal. |
| 4          | A TV Globo exibe os melhores momentos do festival Capital Moto Week. |
| 8, 14 e 21 | As emissoras da Band promovem debates eleitorais com os candidatos a prefeito das Eleições 2024. |
| 8          | Durante um debate eleitoral com os candidatos a prefeitura de Teresina organizado pela TV Bandeirantes Piauí, emissora própria da Band, o prefeito da capital piauiense e candidato à reeleição José Pessoa Leal (PRD) agrediu o adversário Francinaldo Leão (PSOL) com uma cabeçada enquanto este se preparava para fazer sua réplica. Após o ato, os dois candidatos foram separados por um integrante do staff do debate. José Pessoa alegou ter recebido uma cusparada do oponente, o que Francinaldo negou. |
| 8          | Um grupo de criminosos invadiu o sinal da TV Evangelizar, alterando a chave pix exibida no QR code durante as transmissões ao vivo das celebrações eucarísticas presididas pelo Padre Reginaldo Manzotti e em outras atrações da emissora. As doações que deveriam ser destinadas à Associação Evangelizar é Preciso, controladora da estação e entidade sem fins lucrativos, acabou sendo repassada para a conta de um dos golpistas, ocasionando em um prejuízo de R$300 mil aos cofres da fundação. Os responsáveis foram apreendidos durante a Operação Gestas, que contou com a presença das Polícias Civis do Paraná e de Pernambuco na cidade de Abreu e Lima, localizada na Região Metropolitana do Recife. |
| 9          | A maior parte das redes de televisão e canais de notícias do Brasil cancela ou modifica atrações da grade de programação para providenciar cobertura jornalística sobre o acidente aéreo em Vinhedo, São Paulo. |
| 17—22      | Em virtude da morte de Silvio Santos, várias emissoras prestaram homenagens ao comunicador em suas programações: - A TV Globo exibiu edições especiais do Jornal Hoje, Jornal Nacional e do Globo Repórter em homenagem a Silvio Santos. No dia seguinte (18), exibiu uma edição ao vivo do Domingão com Huck em tributo ao animador; - O SBT exibiu o especial Obrigado, Silvio apresentado por Simone Queiroz, Michelle Barros, César Filho, Márcia Dantas, Darlisson Dutra, Marcelo Casagrande, Gabriel Cartolano, Danni Brandi e Paulo Mathias, suspendendo também toda a sua programação até às 0h08 do dia 19, além de reexibir alguns programas apresentados pelo dono da emissora e trechos do especial sobre os 85 anos do empresário, produzido em 2015 e exibido em 19 de agosto de 2021. No dia 18, exibiu um novo compilado de quadros apresentados pelo dono do baú numa sessão intitulada Domingo é Dia de Silvio Santos, com uma entrada ao vivo apresentada por Celso Portiolli e convidados, além da edição especial do documentário Silvio Santos: Vale Mais do que Dinheiro na faixa destinada ao Programa Silvio Santos. No dia 22, foi reexibido o episódio de estreia do humorístico A Praça É Nossa que teve a participação de Silvio, transmitido originalmente em 7 de maio de 1987; - A RedeTV! exibiu uma edição especial do TV Fama em homenagem ao apresentador. No dia seguinte (18), exibiu um tributo dedicado ao animador no Geral do Povo; - A CNN Brasil exibiu o especial Silvio Santos: A Lenda da TV no dia 18. |
| 19         | Durante a exibição do Jornal da Band na Band, a jornalista Adriana Araújo sofreu uma indisposição e foi substituída às pressas por Paloma Tocci. A troca aconteceu durante o primeiro intervalo comercial do telejornal e em seu retorno, o âncora Eduardo Oinegue justificou o ocorrido ao público e, em seguida, tranquilizou os telespectadores ao dizer que a jornalista estava bem. |
| 27         | A Record fecha um acordo com a Liga Forte União (LFU), representada pelos times Corinthians, Vasco da Gama, Internacional, Fluminense, Cruzeiro, Botafogo, Cuiabá, Fortaleza, Athletico Paranaense, Goiás, Juventude, América Mineiro, CRB, Avaí, Chapecoense, Ceará, Criciúma, CSA, Figueirense, Londrina, Náutico, Sport, Operário-PR, Tombense e Vila Nova para as transmissões das partidas da primeira divisão do Campeonato Brasileiro de Futebol pelo triênio 2025-2027, marcando a volta da cobertura do torneio ao canal após a última transmissão em 2006. Os clubes terão os jogos exibidos de maneira exclusiva em televisão aberta pela emissora paulista enquanto forem mandantes, sendo amparados pela Lei 14.205/21. |
| 28—8/9     | A TV Globo e o SporTV realizam a cobertura dos Jogos Paralímpicos de Verão de 2024. |
| 28         | A Record renova os direitos de transmissão do Campeonato Paulista de Futebol pelo quienio 2025-2029. |
| 28         | O Canal Brasil transmite a 23.ª cerimônia de entrega do Grande Prêmio do Cinema Brasileiro (Prêmio Grande Otelo). |
| 30         | Início do horário eleitoral gratuito do 1.º turno das Eleições 2024. |
| 30         | A Record News transmite a 23.ª edição do Miss Brasil Earth. |

### Setembro
| Data      | Evento |
| --------- | --- |
| 1.º       | A TV Gazeta promove debate com os candidatos a prefeito de São Paulo pelas Eleições 2024. |
| 4         | A Liberty Media, proprietária dos direitos de transmissão da Fórmula 1, Fórmula 2, Fórmula 3 e Fórmula E havia decidido revender os direitos de transmissão dos principais torneios automobilísticos do mundo para o Grupo Globo (TV Globo, SporTV e Globoplay) a partir da temporada 2025, o que marcaria o retorno da competição ao conglomerado após a última cobertura em 2020. Um dos motivos para isso se deve com a quebra de contrato do Grupo Bandeirantes de Comunicação (Band e BandSports), que não arcou com o pagamento de US$ 56 milhões (R$10 milhões) anuais desde a temporada 2021, mesmo com a renovação que valeria até 2025, sendo ocasionada com a grave crise financeira da organização. A emissora paulista manteria a cobertura até o fim da temporada 2024. No entanto, em 18 de outubro, alguns sites informaram que a Band não havia aceitado a recisão do contrato, assim como a Globo negou qualquer rumor de retorno da corrida, mesmo lançando um enigma no evento Upfront 2025 e no dia 21, o Grupo Bandeirantes emitiu uma nota confirmando as transmissões para o próximo ano, mas demonstrando que não iria renovar o contrato, cumprindo o acordo acertado em 2023. |
| 5         | A Record teria supostamente afastado o apresentador Luiz Bacci do comando do Cidade Alerta após ele defender publicamente a influencer e ex-A Fazenda, Deolane Bezerra, que havia sido presa no dia anterior (4) por envolvimento em crimes de lavagem de dinheiro pela Operação Integration. Além disso, Bacci também é embaixador da empresa Vai de Bet, uma das casas de apostas investigadas pela Polícia Federal. Apesar de algumas informações de bastidores afirmarem que o jornalista precisou sair da atração para evitar "conflitos de interesse", o canal emitiu uma nota informando que ele teve um problema de saúde e que retornaria ao policialesco assim que apresentar melhoras, comunicado este que foi confirmado pelo apresentador, que anunciou um processo contra o site NaTelinha pela notícia. Durante seu período de ausência, o programa foi apresentado por Dionísio de Freitas. |
| 10        | Após o fim do imbróglio entre a Televisa e Roberto Gómez Fernández em relação aos direitos de transmissão dos seriados de Roberto Gomes Bolaños como El Chavo del Ocho e El Chapulín Colorado, causando a saída em escala mundial das séries no dia 27 de julho de 2020, a empresa de comunicação mexicana decidiu revogar a suspensão do contrato assinado com o SBT, Grupo Globo (Multishow) e a Amazon (Prime Video), autorizando a reexibição das séries de Chespirito em suas respectivas programações e no streaming a partir do mês de outubro após quatro anos da ausência dos mesmos. No dia 24 do mesmo mês, o SBT confirmou a reaquisição das séries de Bolaños. |
| 13—22     | A TV Globo, Multishow e o Bis transmitem a 10.ª edição do Rock In Rio. |
| 13        | Na TV Globo, Boninho deixa o cargo de Diretor de Gênero e Realitys. |
| 13        | Na TV Globo, Rodrigo Dourado assume o cargo de Diretor de Gênero e Realitys, substituindo Boninho. |
| 15        | A TV Cultura promove debate com os candidatos a prefeito de São Paulo pelas Eleições 2024. |
| 15        | A TNT transmite a 76.ª edição do Emmy Award. |
| 15        | Durante o debate das eleições municipais em São Paulo, organizado pela TV Cultura, o candidato à prefeito José Luiz Datena (PSDB) acertou o adversário Pablo Marçal (PRTB) com uma cadeira enquanto ele lhe questionava sobre um caso de assédio sexual entre uma ex-repórter da Band em 2018, mas arquivado pelo Ministério Público Federal em 2019 por falta de provas. Após o ocorrido, Datena foi expulso do encontro por ter descumprido duas regras: agressão física e por dizer palavras de baixo calão ao vivo. Já Marçal teve que deixar o Teatro B32, onde o programa era realizado, de ambulância. O canal interrompeu o debate por alguns minutos e prosseguiu com os últimos blocos, mas apenas com a presença de Guilherme Boulos (PSOL), Tabata Amaral (PSB), Ricardo Nunes (MDB) e Marina Helena (NOVO). |
| 17        | A RedeTV! promove debate com os candidatos a prefeito de São Paulo pelas Eleições 2024. |
| 20        | As emissoras do SBT promovem debates eleitorais com os candidatos a prefeito no 1.º turno das Eleições 2024. |
| 28        | As emissoras da Record promovem debates eleitorais com os candidatos a prefeito no 1.º turno das Eleições 2024. |
| 28 e 3/10 | As emissoras da TV Globo promovem debates eleitorais com os candidatos a prefeito das Eleições 2024. |
| 29        | No SBT, Fred Ring deixa a apresentação do SBT Sports. |
| 30        | No SBT, Murilo Fraga deixa a direção de programação. |
| 30        | No SBT, Mauro Lissoni assume a direção de programação, substituindo Murilo Fraga. |

### Outubro
| Data    | Evento |
| ------- | --- |
| 3       | Término do horário eleitoral gratuito do 1.º turno das Eleições 2024. |
| 6       | No SBT, Álvaro Loureiro assume a apresentação do SBT Sports, substituindo Fred Ring. |
| 9       | A TV Globo e a Unesco promovem a 39.ª edição do Criança Esperança. |
| 11      | Início do horário eleitoral gratuito do 2.º turno (onde houver) das Eleições 2024. |
| 11—13   | As emissoras de Belém, capital do Pará, e a Band, alteram as suas respectivas programações para providenciar a cobertura das romarias do Círio de Nazaré. |
| 13      | No SBT, Álvaro Loureiro deixa a apresentação do SBT Sports. |
| 14      | As emissoras da Band promovem debates eleitorais com os candidatos a prefeito no 2.º turno das Eleições 2024. |
| 17      | A RedeTV! promove debate com os candidatos a prefeito de São Paulo no 2.° turno pelas Eleições 2024. |
| 18      | No SBT, Márcia Dantas deixa a apresentação do Tá na Hora. |
| 19      | As emissoras da Record promovem debates eleitorais com os candidatos a prefeito no 2.º turno das Eleições 2024. |
| 20 e 25 | As emissoras da TV Globo promovem debates eleitorais com os candidatos a prefeito no 2.º turno das Eleições 2024. |
| 20      | No SBT, Renata Saporito assume a apresentação do SBT Sports substituindo Álvaro Loureiro. |
| 22      | O Grupo Destro vende os 60% de suas ações do SBT Interior, afiliada do SBT em Araçatuba, São Paulo, ao Grupo Thathi de Comunicação, que também é responsável pela afiliada da rede em São José dos Campos, a TV Thathi Vale, e de outras emissoras de televisão e rádio no interior paulista e da rede de rádios Novabrasil FM. O Grupo Silvio Santos continua proprietário de 40% das ações da afiliada do SBT. |
| 25      | Término do horário eleitoral gratuito do 2.º turno (onde houver) das Eleições 2024. |
| 27      | Na Band, Paloma Tocci deixa a apresentação do Show do Esporte. |

### Novembro
| Data     | Evento |
| -------- | --- |
| 2        | O SBT exibe a 2.ª edição do Prêmio Kwai, realizada em 30 de outubro. |
| 3        | Na Band, Gabrielle Guimarães assume a apresentação do Show do Esporte, substituindo Paloma Tocci. |
| 4        | O Grupo Globo (TV Globo, SporTV e Globoplay) adquire os direitos de transmissão da Copa Intercontinental da FIFA de 2024. |
| 4        | Na RedeTV!, o Leitura Dinâmica ganha uma nova identidade visual, vinheta e grafismos. |
| 8—9      | O SBT promove a 27.ª edição do Teleton, em prol da AACD. |
| 9—10     | O Multishow transmite o festival Afropunk Bahia. A TV Globo exibiu compactos do evento. |
| 12       | O Grupo Globo assume o controle total dos canais em pay-per-view da Rede Telecine, encerrando a política de joint venture com os principais estúdios de cinema norteamericano como a Paramount Pictures, The Walt Disney Company/20th Century Studios, Universal Studios e Metro-Goldwyn-Mayer, a qual foi adotada desde a fundação do serviço em 1991. |
| 14       | O Bis e o Globoplay transmitem a 25.ª edição do Grammy Latino. O Multishow exibiu os melhores momentos no dia 18. |
| 14       | Na RedeTV!, Kennedy Alencar deixa a apresentação do É Notícia. |
| 14—13/12 | Os jornalistas e radialistas da TV Fronteira Paulista deflagraram estado de greve por tempo indeterminado para pressionar o Grupo Paulo Lima a não realizar demissões em massa após o anúncio da não renovação do contrato da TV Globo com a emissora de Presidente Prudente, São Paulo, deixando de retransmitir o conteúdo do canal a partir de 30 de agosto de 2025 após acusações de uso da programação para a propaganda política do então candidato à prefeito do município, Paulo César de Oliveira Lima (PSB), segundo colocado nas eleições municipais. |
| 18       | Na RedeTV!, o TV Fama ganha novo cenário, identidade visual, vinheta e grafismos. |
| 18       | No SBT, Cléber Machado deixa a apresentação do Arena SBT. |
| 22       | O Grupo Globo (TV Globo, SporTV e Premiere) adquire os direitos de transmissão do Campeonato Carioca de Futebol pela temporada 2025, marcando o retorno total da cobertura do estadual em suas mídias após a última transmissão em 2020. O conglomerado já havia adquirido a edição de 2024 pela televisão por assinatura e streaming, mas parcialmente, cobrindo apenas os jogos do Vasco da Gama como mandante, sendo acobertado pela Lei 14.205/21. Em 12 de dezembro, o Vasco fecha um acordo com a agência BRAX para a venda das transmissões de seus jogos no campeonato, garantindo a cobertura completa tanto pelas mídias da Globo, como pelo Grupo Bandeirantes de Comunicação (Band e BandSports). |
| 25       | No SBT, Mauro Beting assume interinamente a apresentação do Arena SBT, substituindo Cléber Machado. |

### Dezembro
| Data | Evento |
| ---- | --- |
| 2    | No SBT, Mauro Beting deixa a apresentação do Arena SBT. |
| 3    | A TV Globo e o Multishow transmitem a 31.ª edição do Prêmio Multishow de Música Brasileira. |
| 6    | No SBT, Darlisson Dutra deixa a apresentação do Primeiro Impacto. |
| 6    | No SBT, Marcão do Povo deixa a apresentação do Tá na Hora. |
| 9    | No SBT, Marcão do Povo e Márcia Dantas reassumem o comando do Primeiro Impacto. |
| 9    | No SBT, o SBT News ganha um novo cenário e pacote gráfico. |
| 9    | No SBT, o Primeiro Impacto ganha um novo cenário e pacote gráfico. |
| 9    | No SBT, Datena assume a apresentação do Tá na Hora, substituindo Marcão do Povo. |
| 9    | No SBT, o Tá na Hora ganha um novo cenário e pacote gráfico. |
| 9    | No SBT, Benjamin Back reassume o comando do Arena SBT, substituindo Mauro Beting. |
| 9    | A ESPN transmite a 55.ª edição do Prêmio Bola de Prata. |
| 15   | A TV Globo exibe no Domingão com Huck a 28.ª edição do Melhores do Ano. O SBT transmitiu a homenagem ao apresentador Silvio Santos realizada na premiação. |
| 15   | A TV Gazeta exibe a 21.ª edição do Troféu Mesa Redonda. |
| 21   | A repórter Marina Caixeta, da Record, sofreu uma tentativa de assalto enquanto se preparava para entrar ao vivo no Fala Brasil - Edição de Sábado em frente ao Terminal Rodoviário do Tietê. As imagens foram capturadas pelo cinegrafista da emissora e exibidas no telejornal, enquanto que a jornalista conseguiu recuperar o aparelho celular que foi furtado e jogado no meio da rua, desabafando em seguida na interação com as âncoras Thalita Oliveira e Patrícia Costa. |
| 23   | O Grupo Globo (TV Globo e SporTV) renova os direitos de transmissão da Supercopa Rei até 2027, mantendo a exclusividade da competição em TV aberta e TV por assinatura. |
| 26   | Em virtude da morte de Ney Latorraca, várias emissoras prestaram homenagens ao ator e humorista em suas programações: - A TV Globo reexibe a entrevista de Ney no Conversa com Bial, exibida originalmente no dia 2 de abril de 2021; - O GNT reexibe o primeiro episódio do Que História É Essa, Porchat?, onde o ator participou do programa, exibido originalmente no dia 6 de agosto de 2019; - O Viva reexibe o episódio "Os Diferenciados" da série A Grande Família, exibido originalmente no dia 4 de agosto de 2011. |
| 31   | A TV Globo e a TV Gazeta transmitem a 99.ª edição da Corrida de São Silvestre. |
| 31   | As principais emissoras de TV do Brasil transmitem o sorteio da Mega da Virada. |
| 31   | As emissoras de TV realizam a cobertura dos festejos do Ano Novo, sendo que: - A TV Globo e o Multishow exibem o Show da Virada, com a cobertura do réveillon de Copacabana, além de flashes ao vivo da queima de fogos em São Paulo, Belo Horizonte, Salvador e Brasília. Algumas afiliadas e filiais da Globo pelo Brasil transmitem flashes cobrindo as festas em suas respectivas localidades; - O SBT transmite o festival gospel Vira Brasil. Algumas afiliadas transmitem localmente as suas respectivas festas de ano novo; - A Record São Paulo transmite o réveillon da Avenida Paulista. Algumas filiais e afiliadas da Record transmitem localmente as suas respectivas viradas; - A Band e o BandNews TV exibem o Virada da Band, com a cobertura do Festival Virada Salvador. Algumas filiais e afiliadas da Band transmitem localmente as suas respectivas viradas; - A TV Brasil transmite o Aliança Global Festival; - A GloboNews transmite o réveillon de Copacabana, além de outras festas pelo Brasil e no mundo. |

## Programas

### Janeiro
- 1.º de janeiro
  - Estreia Cinema 24 na TV Globo.[227]
  - O SBT exibe o Feriadão SBT — Ano Novo.
  - Estreia Sinhá Moça no Viva.[228]
- 2 de janeiro — Reestreia Pecado Mortal na Record.[229]
- 5 de janeiro — Termina Cinema 24 na TV Globo.[227]
- 7 de janeiro
  - Estreia Palpite do Milhão na RedeTV!.[230]
  - A GloboNews exibe o especial 8/1 - A Democracia Resiste.[231]
- 8 de janeiro
  - Estreia da 24.ª temporada do Big Brother Brasil na TV Globo.[232]
  - Estreia Xuxa, o Documentário na TV Globo.[233]
- 10 de janeiro — A TV Globo exibe o especial 8/1 - A Democracia Resiste.[234]
- 11 de janeiro — Termina Xuxa, o Documentário na TV Globo.[233]
- 12 de janeiro — Estreia Golpista do Amor na TV Globo.[235]
- 14 de janeiro — Estreia Geral do Povo na RedeTV!.[236]
- 15 de janeiro
  - Estreia Vikings na Band.[237]
  - Estreia Na Piscina, com Fê Paes Leme no GNT.[238]
  - Estreia Verdades Secretas no GNT.[239]
- 17 de janeiro — Cinema do Líder passa a se chamar Cine BBB na TV Globo.
- 18 de janeiro — A 2.ª temporada de This Is Us: Histórias de Família tem a sua exibição retomada na TV Globo.[240]
- 19 de janeiro — Termina Terra e Paixão na TV Globo.[241]
- 20 de janeiro — Termina Corpo Dourado no Viva.[242]
- 21 de janeiro — Estreia da 4.ª temporada de The Masked Singer Brasil na TV Globo.[243]
- 22 de janeiro
  - Estreia Renascer na TV Globo.[241]
  - Reestreia Teresa no SBT.[244]
  - Estreia Andando nas Nuvens no Viva.[242]
- 29 de janeiro
  - Reestreia As Aventuras de Poliana no SBT.[244]
  - Estreia CarnaDelas no Multishow.[245]
- 30 de janeiro — Estreia Colônia Bahls no Multishow.[245]

### Fevereiro
- 2 de fevereiro — Termina Golpista do Amor na TV Globo.[246]
- 5 de fevereiro
  - Termina Cúmplices de um Resgate no SBT.[247]
  - A TV Cultura exibe o especial Repertório Popular com Clementina de Jesus.[248]
- 6 de fevereiro
  - A TV Cultura exibe o especial Imagem do Som - Renascença Samba Clube - Samba do Trabalhador.[248]
  - Estreia Suíte Magnólia no Canal Brasil.[249]
- 9 de fevereiro — Termina Suíte Magnólia no Canal Brasil.[249]
- 11 de fevereiro — A TV Cultura exibe o especial A Embaixatriz do Samba.[248]
- 13 de fevereiro
  - Estreia da temporada 2024 do Profissão Repórter na TV Globo.[250]
  - O SBT exibe o Feriadão SBT — Carnaval.[251]
- 16 de fevereiro
  - Estreia da temporada 2024 do Globo Repórter na TV Globo.[246]
  - Termina Pecado Mortal na Record.[252]
  - Termina Quando Chama o Coração na Record.[252]
- 19 de fevereiro
  - Estreia da 11.ª temporada de The Noite com Danilo Gentili no SBT.[253]
  - Estreia O Menino Mais Rico do Mundo na Nickelodeon.[254]
  - Reestreia Gênesis na Record.[252]
  - Estreia DOC: Investigação na Record.[252]
- 21 de fevereiro — Estreia da 2.ª temporada de Patrulha das Fronteiras na Record.[252]
- 23 de fevereiro — Estreia da 4.ª temporada de Quilos Mortais na Record.[252]
- 26 de fevereiro
  - Estreia SBT Podnight no SBT.[47]
  - Reestreia Sem Censura na TV Brasil.[255]

### Março
- 1.º de março
  - Termina Fuzuê na TV Globo.[256]
  - Termina A Terra Prometida na RFTV.[257]
  - Termina Maria Madalena na TV Brasil.[258]
- 3 de março — Estreia da 3.ª temporada de Largados e Pelados Brasil no Discovery Channel.[259]
- 4 de março
  - Estreia Família é Tudo na TV Globo.[256][260]
  - Reestreia Carinha de Anjo no SBT.[261]
  - Termina A Escrava Isaura na RFTV.[257]
  - Estreia Jesus na RFTV.[257]
  - Estreia Reis na RFTV.[257]
  - Estreia Um Milagre na TV Brasil.[258]
  - Estreia No Ano que Vem no Canal Brasil.[262]
- 6 de março — Estreia da 2.ª temporada de The Chosen: Os Escolhidos no SBT.[263]
- 8 de março
  - A TV Globo exibe o especial Falas Femininas.[264]
  - Tela de Sucessos tem a sua exibição suspensa no SBT.[47]
  - Termina No Ano que Vem no Canal Brasil.[262]
- 9 de março — Termina Sábado Série no SBT.[47]
- 11 de março
  - Reestreia Cheias de Charme na TV Globo.[265][266]
  - Estreia Chega Mais no SBT.[47]
  - Estreia Qualé, Moré? na RedeTV!.[267]
- 12 de março — Estreia da 5.ª temporada de Que História É Essa, Porchat? no GNT.[268]
- 15 de março
  - Estreia É Tudo Nosso! no SBT.[47]
  - Termina Mulheres de Areia na TV Globo.[266]
  - Termina A Gata no SBT.[269]
  - Termina Jezabel na Record.[270]
- 16 de março
  - Estreia SBT Apresenta: Luccas Toon no SBT.[47]
  - Estreia Circo do Tiru no SBT.[47]
  - A TV Brasil exibe o especial 10 anos da Lava Jato.[271]
- 17 de março — Termina Jornal da Semana no SBT.[47]
- 18 de março
  - Estreia Tá na Hora no SBT.[47]
  - Inicia o compacto da 9ª temporada de  Reis, intitulado Reis - Edição Especial.[272]
- 19 de março — Termina Abismo de Paixão no SBT.[269]
- 24 de março — Estreia SBT Agro no SBT.[269]
- 27 de março — Termina a 2.ª temporada de The Chosen: Os Escolhidos no SBT.[263]
- 30 de março — Termina Sábadocine no SBT.[269]

### Abril
- 2 de abril — Estreia Programa da Maravilha na Rede Gospel.[273]
- 4 de abril — Termina a 2.ª temporada de This Is Us: Histórias de Família na TV Globo.[240]
- 6 de abril — Estreia Sabadou com Virginia no SBT.[269]
- 7 de abril
  - Termina a 1.ª temporada de Magnum P.I na TV Globo.
  - Termina a 4.ª temporada de The Masked Singer Brasil na TV Globo.[274]
  - Estreia Evangélicos no GNT.[275]
  - A TV Globo exibe no Domingo Maior o filme Menino Maluquinho, em homenagem ao cartunista Ziraldo que faleceu no dia anterior.[276]
- 11 de abril
  - A TV Globo exibe o especial LED - Luz na Educação.[277]
  - Termina Verdades Secretas no GNT.[278]
- 12 de abril
  - Termina Elas por Elas na TV Globo.[279]
  - Estreia Acampamento de Magia para Jovens Bruxos no Gloob.[280]
- 14 de abril — Estreia da 6.ª temporada de Canta Comigo na Record.[281]
- 15 de abril
  - Estreia No Rancho Fundo na TV Globo.[279]
  - A TV Globo exibe o especial Falas da Terra.[282]
  - Estreia Entre Nós no BandNews TV.[283]
- 16 de abril — Termina a 24.ª temporada do Big Brother Brasil na TV Globo.[232]
- 17 de abril
  - Estreia da 6.ª temporada do Que História É Essa, Porchat? na TV Globo.[282]
  - Termina a 2.ª temporada de Patrulha das Fronteiras na Record.[284]
- 18 de abril
  - Estreia da temporada 2024 do Linha Direta na TV Globo.[282]
  - Estreia da 1.ª temporada de Os Outros na TV Globo.[282]
- 19 de abril
  - A TV Globo exibe o especial Tributo - Lima Duarte.[282]
  - Termina Manhã do Ronnie na RedeTV!.[285]
- 20 de abril — Termina História de Amor no Viva.[286]
- 21 de abril — Termina Evangélicos no GNT.[275]
- 22 de abril
  - Estreia da 8.ª temporada de Conversa com Bial na TV Globo.[282]
  - Estreia da 8.ª temporada de Conversa com Bial no GNT.[282]
  - Estreia da 2.ª temporada de A Grande Conquista na Record.[287]
  - Estreia da 10.ª temporada de Reis na Record.[288]
  - Estreia Contigo Sim no SBT.[289]
  - Estreia Papo com Dani na RedeTV!.[285]
  - Reestreia Você na TV na RedeTV!.[285]
  - Reestreia A Viagem no Viva.[286]
  - Estreia da 10.ª temporada de Papo de Segunda no GNT.[282]
  - Estreia da 7.ª temporada de Dono do Lar no Multishow.[282]
- 23 de abril
  - Estreia da 2.ª temporada de Encantado's na TV Globo.[282]
  - Estreia da 5.ª temporada de Sob Pressão na TV Globo.[282]
  - Estreia Quem Não Pode se Sacode no GNT.[282]
- 24 de abril — Estreia da 3.ª temporada de Túnel do Amor no Multishow.[290]
- 26 de abril — A TV Globo exibe o especial Tributo - Laura Cardoso.[282]
- 28 de abril
  - Estreia da 1.ª temporada de No Corre na TV Globo.[291]
  - A Record exibe o especial Senna 30 Anos: O Dia que Ainda Não Acabou.[292]
- 29 de abril — Reestreia Alma Gêmea no Vale a Pena Ver de Novo na TV Globo.[293][294]
- 30 de abril — Estreia Sobrevivência Extrema no Discovery Channel.[295]

### Maio
- 1.º de maio
  - A TV Globo exibe o Som Brasil Apresenta: Os Paralamas do Sucesso.[282]
  - Termina Minha Fortuna é Te Amar no SBT.[296]
  - A Band exibe o especial Senna: Eterno Campeão.[297]
  - A ESPN exibe o especial Em Senna.[298]
- 3 de maio
  - Termina Paraíso Tropical no Vale a Pena Ver de Novo na TV Globo.[294]
  - A TV Globo exibe o especial Tributo - Manoel Carlos.[282]
  - Estreia da 3.ª temporada de Avisa Lá Que Eu Vou no GNT.[282]
- 6 de maio – Estreia O Dia em que a Minha Vida Mudou no Gloob.[299]
- 7 de maio — Estreia Aqui Tem Nordeste na TV Aparecida.[300]
- 9 de maio — Estreia Geladeiras em Ação no GNT.[282]
- 10 de maio — A TV Globo exibe o especial Tributo - Zezé Motta.[282]
- 12 de maio
  - Estreia Kora Mundo Afora no Canal Off.[301]
  - Estreia Profissão Mãe na Band.[302]
- 15 de maio — Termina Teste de Fidelidade na RedeTV!.[303]
- 17 de maio
  - Estreia da 3.ª temporada de The Equalizer: A Protetora na Sessão Globoplay na TV Globo.[304]
  - Termina Você na TV na RedeTV!.[305]
- 18 de maio — A CNN Brasil exibe o especial CNN Terra.[306]
- 20 de maio — Termina a 10.ª temporada de Reis na Record.[307]
- 21 de maio
  - Estreia da 11.ª temporada de Reis na Record.[307]
  - Termina a 3.ª temporada de Túnel do Amor no Multishow.[290]
- 22 de maio — A TV Globo exibe o Som Brasil Apresenta: Fábio Júnior 70 Anos.[282]
- 24 de maio — Termina Vikings na Band.[308]
- 25 de maio — O SBT exibe o especial Jequiti Live Show de Ofertas.[309]
- 27 de maio
  - Reestreia Apocalipse na Record.[310]
  - Estreia da 1.ª temporada de Quem Sabe, Ganha! na Univesp TV.[311]
- 28 de maio — Estreia da 11.ª temporada de MasterChef Brasil na Band.[312][313]
- 30 de maio — Reestreia Documento Band na Band.[308]
- 31 de maio
  - Estreia Operação Fronteira - América do Sul na Band.[308]
  - Termina a 19.ª temporada de Malhação no Viva.[314]

### Junho
- 2 de junho — Estreia Religare Queer – Diversidade e Fé no GNT.[315]
- 3 de junho
  - Termina A Terra Prometida na Record.[307]
  - Termina Na Grelha com Netão na RedeTV!.[316]
  - Estreia da 20.ª temporada de Malhação no Viva.[314]
- 5 de junho
  - A TV Globo exibe o Som Brasil Apresenta: Raça Negra.[282]
  - Estreia da 1.ª temporada de Quem Sabe, Ganha! na TV Cultura.[311]
  - O SporTV exibe a primeira parte do documentário Léo Batista - A Voz Marcante.[317]
- 6 de junho
  - Estreia De Férias com o Ex Diretoria na MTV.[318]
  - O SporTV exibe a segunda parte do documentário Léo Batista - A Voz Marcante.[317]
- 7 de junho — Termina Brasil Meio Dia na CNN Brasil.[319]
- 8 de junho — Estreia Heróis Eternos na Record.[320]
- 10 de junho
  - Reestreia Descendentes do Sol na RedeTV!.[316]
  - Estreia Na Cama com Pitanda no Multishow.[321]
  - Estreia Mãe no GNT.[322]
- 11 de junho — Estreia da 4.ª temporada de Dra. Darci no Multishow.[282]
- 14 de junho
  - Termina a 11.ª temporada de Reis na Record.[323]
  - Termina Papo com Dani na RedeTV!.
- 15 de junho — Estreia GPS CNN na CNN Brasil.[324]
- 17 de junho
  - Estreia A Rainha da Pérsia na Record.[288][323]
  - Reestreia O Mundo de Beakman na TV Cultura.[325]
  - Reestreia Confissões de Adolescente na TV Cultura.[325]
  - Reestreia Viola, Minha Viola na TV Cultura.[325]
  - Reestreia Sr. Brasil na TV Cultura.[325]
  - Estreia da 2.ª temporada de Portugal Show no Multishow.[282]
- 18 de junho
  - Reestreia Mundo da Lua na TV Cultura.[325]
  - Reestreia Especial MPB na TV Cultura.[325]
- 20 de junho — Reestreia As Aventuras de Tintim na TV Cultura.[325]
- 21 de junho
  - A TV Globo exibe o especial Falas de Orgulho.[282]
  - Reestreia Castelo Rá-Tim-Bum na TV Cultura.[325]
  - Termina Na Cama com Pitanda no Multishow.[326]
- 22 de junho — Termina Direito de Amar no Viva.[327]
- 23 de junho
  - Termina Eliana no SBT.[328][329]
  - Termina A Turma do Pica-Pau na Record.[330]
- 24 de junho — Estreia Corpo a Corpo no Viva.[327]
- 27 de junho — Termina a temporada 2024 do Linha Direta na TV Globo.[331]
- 30 de junho
  - Termina a 6.ª temporada de Canta Comigo na Record.[332]
  - Termina Religare Queer – Diversidade e Fé no GNT.[315]

### Julho
- 7 de julho — Estreia da 5.ª temporada de Canta Comigo Teen na Record.[332]
- 12 de julho — Reestreia Show da Fé na Band.[333]
- 15 de julho
  - Reestreia Quando me Apaixono no SBT.[334]
  - Estreia Stories da Mansão no Multishow.[335]
- 18 de julho
  - Estreia da 6.ª temporada de The Good Doctor: O Bom Doutor na TV Globo.
  - Termina a 2.ª temporada do A Grande Conquista na Record.[160]
- 20 de julho — Termina América no Viva.[336]
- 21 de julho — Termina a 1.ª temporada de No Corre na TV Globo.
- 22 de julho
  - Estreia da temporada 2024 do Repórter Record Investigação na Record.[337]
  - Estreia Sabia Ignorância no GNT.[338]
  - Estreia Viver a Vida no Viva.[336]
- 23 de julho
  - Termina a 2.ª temporada de Encantado's na TV Globo.[339]
  - Termina a 5.ª temporada de Sob Pressão na TV Globo.[340]
  - Estreia The Real Estate Brasil na RedeTV!.[341]
- 24 de julho
  - Estreia da 2.ª temporada de Patrulha das Fronteiras na Record.[337]
  - Termina a 6.ª temporada do Que História É Essa, Porchat? na TV Globo.
- 25 de julho
  - Cheias de Charme tem a sua exibição suspensa na TV Globo.[342]
  - Termina a 1.ª temporada de Os Outros na TV Globo.[343]
  - Estreia Acumuladores na Record.[337]
- 26 de julho
  - Termina A Rainha da Pérsia na Record.[344]
  - Termina The Chef na Band.[345][346]
  - Termina Hora de Ação na RedeTV!.[347]
- 27 de julho
  - Estreia Marjo Prêmios na RedeTV!.[347]
  - Estreia CNN Sustentabilidade na CNN Brasil.[348]
- 29 de julho
  - Estreia A Caverna Encantada no SBT.[349][350]
  - Termina Teresa no SBT.[351]
  - Estreia Força de Mulher na Record.[344]
  - Estreia Elas Com a Bola na Record News.[352]
  - Estreia da 2.ª temporada de Tem que Suar no Multishow.[353]

### Agosto
- 3 de agosto — Termina Sinhá Moça no Viva.[354]
- 5 de agosto — Estreia Cobras & Lagartos no Viva.[354]
- 7 de agosto
  - Estreia Companhia Certa na RedeTV!.[355]
  - Estreia da 23.ª temporada do Saia Justa no GNT.[124]
- 9 de agosto — Termina Vou Te Contar na RedeTV!.[356]
- 10 de agosto
  - Estreia da 10.ª temporada do Bake Off Brasil: Mão na Massa no SBT.[357]
  - Termina Mega Senha Power na RedeTV!.[358]
- 12 de agosto
  - Estreia Fica Com a Gente na RedeTV!.[359]
  - Cheias de Charme tem a sua exibição retomada na TV Globo.[342]
- 13 de agosto
  - Estreia da 1.ª temporada de Estrela da Casa na TV Globo.[360][361]
  - Estreia da 2.ª temporada de Sobre Nós Dois no GNT.[362]
- 17 de agosto
  - Estreia Mega Sonho na RedeTV!.[358]
  - Estreia O Ponto na CNN Brasil.[363]
- 18 de agosto — Cine Maior tem a sua exibição suspensa na Record.[364]
- 19 de agosto
  - Termina A Infância de Romeu e Julieta no SBT.[365]
  - Estreia da 2.ª temporada de No Corre no Multishow.[366]
- 23 de agosto — Termina Ça Va Paris no SporTV.[367]
- 25 de agosto
  - Estreia da 1.ª temporada de Acerte ou Caia! na Record.[368][364]
  - Estreia Domingo Record na Record.[364]
  - Estreia Eu, a Patroa e as Crianças na Record.[364]
- 26 de agosto — Reestreia Cabocla na TV Globo.[369][370]
- 28 de agosto — O SBT exibe o especial Cazalbé, O Herdeiro da Graça.[371][372]
- 30 de agosto
  - Termina Cheias de Charme na TV Globo.[370]
  - Estreia da 5.ª temporada de Beija Sapo na MTV.[373]

### Setembro
- 3 de setembro — Estreia Aumenta Que é Rock na TV Globo.[374]
- 4 de setembro — Estreia da 2.ª temporada de Alma de Cozinheira no GNT.
- 5 de setembro — A 6.ª temporada de The Good Doctor: O Bom Doutor tem a sua exibição suspensa na TV Globo.
- 6 de setembro — Termina Renascer na TV Globo.[375]
- 7 de setembro — Termina Andando nas Nuvens no Viva.[376]
- 9 de setembro
  - Estreia Mania de Você na TV Globo.[375]
  - Estreia AgroBand na Band.[377]
  - Estreia Cara & Coroa no Viva.[376]
- 10 de setembro — A ESPN exibe o especial Guga: Um Herói Improvável.[378]
- 12 de setembro — Estreia Vidas Bandidas na Band.[379]
- 14 de setembro — Estreia Sabadão da Gente na Band.[380]
- 16 de setembro — Estreia da 16.ª temporada de A Fazenda na Record.[381][382]
- 18 de setembro — O SBT exibe o especial Hebe, a Cara da Coragem.[383][372]
- 22 de setembro — Termina a 5.ª temporada de Canta Comigo Teen na Record.[384]
- 23 de setembro
  - Estreia da 12.ª temporada de Vai que Cola no Multishow.[385]
  - A TV Globo exibe o especial Falas de Acesso.[386]
- 24 de setembro — Termina Aumenta Que é Rock na TV Globo.[374]
- 26 de setembro — Estreia Território 4.0 no Canal Futura.[387]
- 27 de setembro
  - Termina Família é Tudo na TV Globo.[260]
  - Estreia Desencontro de Gerações no GNT.[388]
  - Estreia Admiráveis Conselheiras no GNT.[389]
  - Estreia Hello LA no SporTV.[390]
- 30 de setembro — Estreia Volta por Cima na TV Globo.[391]

### Outubro
- 1.º de outubro — Termina a 1.ª temporada de Estrela da Casa na TV Globo.[361]
- 2 de outubro — Estreia da 1.ª temporada de Avisa Lá Que Eu Vou na TV Globo.[392]
- 3 de outubro
  - A TV Globo reexibe a entrevista de Cid Moreira no Conversa com Bial, exibida originalmente no dia 19 de setembro de 2020, em homenagem ao jornalista que faleceu no mesmo dia.[393]
  - Termina Vidas Bandidas na Band.[394]
  - Estreia da 7.ª temporada de The Taste Brasil no GNT.[395]
- 4 de outubro
  - Termina Primeiro Jornal na Band.[396]
  - Estreia da 7.ª temporada de The Taste Brasil na TV Globo.[395]
  - Estreia da  9.ª temporada de Shark Tank Brasil no Sony Channel.[397]
- 5 de outubro — O SBT exibe o Live Show Jequiti: 18 Anos.
- 7 de outubro
  - Estreia da 8.ª temporada de Lady Night no Multishow.[398]
  - Estreia TV Colosso no Viva.[399]
- 8 de outubro
  - Estreia Segue o Baile no E!.[400]
  - A TV Globo exibe o especial Falas da Vida.[401]
- 10 de outubro
  - Estreia Volta Priscila na Band.[394]
  - Estreia Estranho Amor no AXN.[402]
- 11 de outubro
  - A TV Globo exibe o especial Hoje é Dia das Crianças.[403]
  - Termina a 4.ª temporada de Quilos Mortais na Record.[404]
- 12 de outubro
  - O SBT exibe o Feriadão SBT - Dia das Crianças.[405]
  - Estreia O Picapau Amarelo no SBT.[341][406]
  - Reestreia Chaves no SBT.[405]
  - Reestreia Chapolin no SBT.[405]
  - Estreia Richarlison: O Pombo é Gente na ESPN.[407]
- 13 de outubro — Estreia da 1.ª temporada do Tô Nessa na TV Globo.[408][409]
- 14 de outubro
  - Reestreia O Rico e Lázaro na Record.[402]
  - Estreia Lab de Chef no Canal Futura.[410]
  - Estreia Body By Beth na TNT.[411]
- 15 de outubro — Termina Mundo da Lua na TV Cultura.
- 16 de outubro
  - Termina a 2.ª temporada de Alma de Cozinheira no GNT.
  - O SBT exibe o especial Divina Christina.[412]
- 17 de outubro
  - A TV Globo exibe o especial Tributo - Fernanda Montenegro.[413]
  - A 6.ª temporada de The Good Doctor: O Bom Doutor tem a sua exibição retomada na TV Globo.
- 18 de outubro
  - Termina Um Milagre na TV Brasil.[414]
  - Termina Castelo Rá-Tim-Bum na TV Cultura.
- 19 de outubro — Termina Richarlison: O Pombo é Gente na ESPN.[407]
- 21 de outubro
  - Termina Apocalipse na Record.[415]
  - Estreia Sangue Oculto na TV Brasil.[414]
  - Panelaço Ao Vivo passa a se chamar Panela Quente no GNT.[416]
  - Termina Confissões de Adolescente na TV Cultura.
- 22 de outubro
  - Estreia As Aventuras de José e Durval na TV Globo.[417]
  - Termina a temporada 2024 do Profissão Repórter na TV Globo.
- 25 de outubro — Termina Contigo Sim no SBT.
- 28 de outubro — Estreia Meu Caminho é Te Amar no SBT.[418]
- 29 de outubro — Estreia Vale o Escrito na TV Globo.[419]
- 31 de outubro — Termina Volta Priscila na Band.[394]

### Novembro
- 1.º de novembro
  - Termina No Rancho Fundo na TV Globo.[279]
  - Termina Qualé, Moré? na RedeTV!.[420]
- 2 de novembro
  - Termina A Viagem no Viva.[421]
  - O SBT exibe o Feriadão SBT - Dia de Finados.[422]
- 3 de novembro — Estreia PodK Liberados na RedeTV!.[423]
- 4 de novembro
  - Estreia Garota do Momento na TV Globo.[279][424][425]
  - Reestreia Roque Santeiro no Viva.[421]
- 7 de novembro — Estreia Craque da Voz no SporTV.[426]
- 8 de novembro — Termina a 20.ª temporada de Malhação no Viva.[427]
- 10 de novembro — Termina a temporada 2024 de Manhattan Connection na BM&C News.[428]
- 11 de novembro
  - Estreia Elas em Jogo na RedeTV!.[429]
  - Estreia da 21.ª temporada de Malhação no Viva.[427]
- 12 de novembro — Termina a 11.ª temporada de MasterChef Brasil na Band.[312][430]
- 13 de novembro — A TV Globo exibe o Som Brasil Apresenta: Djavan.[431]
- 14 de novembro
  - Termina As Aventuras de José e Durval na TV Globo.
  - Termina SBT News na TV no SBT.[432]
  - Estreia Angélica: 50 e Uns no GNT.[433]
- 15 de novembro
  - Estreia Sessão Madrugada no SBT.[432]
  - A RedeTV! exibe o especial RedeTV! 25 Anos.[434]
- 17 de novembro — Reestreia Jornal da Semana no SBT.
- 19 de novembro — MasterChef Profissionais passa a se chamar MasterChef Profissionais: Confeitaria na Band.[430]
- 20 de novembro
  - A TV Globo exibe o especial Falas Negras.[435]
  - Estreia da 3.ª temporada de Alma de Cozinheira no GNT.[436]
  - O SBT exibe o especial Gugu, Toninho e Augusto.[437]
- 21 de novembro — A TV Globo exibe o Som Brasil Apresenta: Poesia Acústica.[438]
- 22 de novembro — A ESPN exibe o especial A Glória Por Eles.[439]
- 23 de novembro
  - Estreia Mestres da Air Fryer na Band.[440]
  - Termina Sessão Madrugada no SBT.[441]
- 24 de novembro
  - Termina Jornal da Semana no SBT.
  - Reestreia SBT News na TV no SBT.[441]
  - SBT News na TV passa a se chamar SBT News no SBT.
  - A Record exibe o especial Gugu, Simples Assim.[442]
  - A TV Cultura exibe o especial Bem Brasil.[443]
- 27 de novembro — O SBT exibe o especial SBT Black Friday Live Show.[444]
- 28 de novembro — A TV Globo exibe o especial Vem que Tem.[445][124]
- 29 de novembro — Termina TV Colosso no Viva.[399]

### Dezembro
- 1.º de dezembro — Termina a 1.ª temporada de Acerte ou Caia! na Record.[368]
- 2 de dezembro
  - Reestreia Tieta no Vale a Pena Ver de Novo na TV Globo.[446]
  - Estreia Minuto Musical na TV Cultura.[447]
- 4 de dezembro
  - Estreia A Quarta é Sua no SBT.[448]
  - Estreia Brasil, Zil! na TV Cultura.[447]
- 5 de dezembro
  - Estreia Sotaques do Brasil na TV Cultura.[447]
  - Estreia Ética Imortal na TV Cultura.[447]
- 6 de dezembro
  - Termina Alma Gêmea no Vale a Pena Ver de Novo na TV Globo.[446]
  - Termina Chega Mais no SBT.[449]
  - Termina As Aventuras de Poliana no SBT.[449]
- 7 de dezembro — O SBT exibe o Live Show Jequiti: Especial de Natal.[450]
- 8 de dezembro
  - Estreia da 2.ª temporada de Acerte ou Caia! na Record.[451]
  - A Record exibe o especial Senna 30 Anos: O Dia que Ainda Não Terminou.[452]
  - Reestreia Samba na Gamboa na TV Brasil.[453]
  - Estreia Amazônia, do Macro ao Micro na TV Cultura.[447]
- 10 de dezembro
  - Estreia da 2.ª temporada de Rensga Hits! na TV Globo.[454]
  - Termina Angélica: 50 e Uns no GNT.[433]
- 11 de dezembro
  - Termina a 1.ª temporada de Avisa Lá Que Eu Vou na TV Globo.[455]
  - O SBT exibe o especial Silvio Santos: Vale Mais do que Dinheiro.[149]
- 12 de dezembro
  - A TV Globo exibe o especial Rota Dourada.[455]
  - Estreia da 7.ª temporada do Luau MTV na MTV.[456]
  - Termina a 7.ª temporada do The Taste Brasil no GNT.
- 13 de dezembro
  - Termina a temporada 2024 do Globo Repórter na TV Globo.
  - Termina a 7.ª temporada do The Taste Brasil na TV Globo.[455]
  - Termina a 8.ª temporada do Conversa com Bial no GNT.
  - Termina a 8.ª temporada do Conversa com Bial na TV Globo.[455]
- 15 de dezembro
  - Estreia Viver Sertanejo na TV Globo.[457]
  - Estreia da 2.ª temporada de Magnum P.I. na TV Globo.[458]
  - O SBT exibe o especial Geração Chiquititas.[459]
  - A TV Cultura exibe a primeira parte do especial Brasil Jazz Sinfonia com Alceu Valença.[447]
- 17 de dezembro
  - Termina Vale o Escrito na TV Globo.[455]
  - O SBT exibe o especial Natal do Embaixador, sendo reprisado no dia 24.[460]
- 18 de dezembro
  - A TV Globo exibe o especial Amigas.[461]
  - A TV Cultura exibe o especial Arsenal da Esperança.[447]
  - Termina a 3.ª temporada de Alma de Cozinheira no GNT.[436]
- 19 de dezembro
  - Termina a 2.ª temporada de Rensga Hits! na TV Globo.[454]
  - Termina 1.ª temporada do MasterChef Profissionais: Confeitaria na Band.[462]
  - Termina a 16.ª temporada de A Fazenda na Record.[463]
- 20 de dezembro
  - A TV Globo exibe o especial Roberto Carlos 50 Anos.[464]
  - A Record exibe a Retrospectiva dos Famosos.[465]
- 21 de dezembro
  - A TV Cultura exibe o especial TV Cultura, 55 Anos a Serviço da População.[447][466]
  - A TV Cultura exibe o especial Brasil Toca Choro.[447]
- 22 de dezembro
  - A TV Globo exibe o The Masked Singer Brasil: Especial de Natal.[467]
  - A Record exibe o Especial Luciano Camargo.[465]
  - A TV Cultura exibe a segunda parte do especial Brasil Jazz Sinfonia com Alceu Valença.[447]
  - A Band exibe o especial Fórmula Band.[225]
- 23 de dezembro
  - A Record exibe o especial Família Record.[468]
  - O SBT exibe a sua Retrospectiva 2024.[469]
- 24 de dezembro
  - A TV Globo exibe o especial Sinfonia de Natal.[470]
  - A TV Globo, TV Aparecida e a TV Cultura exibem a Missa do Galo.[455][471][466]
  - A Band exibe o especial Feliz Natal na Band: Show Ana Castela.[225]
- 25 de dezembro
  - A Record exibe o Acerte ou Caia: Especial de Natal.[465]
  - A TV Cultura exibe o especial A Incrível Viagem do Quintal.[447]
  - A TV Cultura exibe o especial O Quebra-Nozes no Mundo dos Sonhos.[466]
  - O SBT exibe o Feriadão SBT - Natal.
- 26 de dezembro
  - Termina a 6.ª temporada de The Good Doctor na TV Globo.[455]
  - A Band exibe a sua Retrospectiva 2024.[225]
  - A Record exibe a sua Retrospectiva 2024.[465]
  - A RedeTV! exibe a sua Retrospectiva 2024.[472]
- 27 de dezembro
  - A TV Globo exibe a sua Retrospectiva 2024.[467]
  - A Record exibe o Especial Zezé di Camargo.[465]
- 28 de dezembro
  - Termina Programa Raul Gil no SBT.[473]
  - Termina a 10.ª temporada do Bake Off Brasil: Mão na Massa no SBT.[357]
  - Termina Craque da Voz no SporTV.[474]
- 29 de dezembro
  - A Band exibe o especial Brasil De Volta ao Grid.[225]
  - A TV Cultura exibe o especial Sala São Paulo: 25 Anos de Espetáculo.[466]
  - Termina Domingo Record na Record.[475]
  - Termina Hora do Faro na Record.[476][477]
- 30 de dezembro — A Record exibe o Especial Andrea Bocelli.[465]
- 31 de dezembro
  - A Record exibe o Canta Comigo Especial.[465]
  - A TV Cultura exibe o especial Notre-Dame Renascence.[466]
  - Termina Brasil TV na TV Globo (parabólica).[478]

### Lançamentos viaplataforma sob demanda
- 4 de janeiro — Estreia 3x Ártico - O Alerta do Gelo no Globoplay.[479]
- 14 de janeiro — Estreia DOC: Investigação no PlayPlus.[480]
- 17 de janeiro — Estreia Ponto Final na Netflix.[481]
- 24 de janeiro — Estreia da 2.ª temporada de Vicky e a Musa no Globoplay.[482]
- 27 de janeiro — Estreia Tributo - Ary Fontoura no Globoplay.[483]
- 31 de janeiro — Estreia Desafio do Paleta no PlayPlus.[484]
- 1.º de fevereiro — Estreia Enredos da Liberdade - O Grito do Samba pela Democracia no Globoplay.[485]
- 7 de fevereiro — Estreia Luz na Netflix.[486]
- 14 de fevereiro — Estreia da 3.ª temporada de Bom Dia, Verônica na Netflix.[487]
- 23 de fevereiro
  - Estreia MC Daleste - Mataram o Pobre Loco no Globoplay.[485]
  - Estreia da 2.ª temporada de Matches na Max.[488]
- 27 de fevereiro – Estreia Franjinha & Milena: Em Busca da Ciência na Max.[489]
- 29 de fevereiro — Estreia da 3.ª temporada de Largados e Pelados Brasil na Max.[259]
- 1.º de março — Estreia da 3.ª temporada de As Five no Globoplay.[490]
- 6 de março — Estreia Sullivan & Massadas: Retratos e Canções no Globoplay.[491]
- 8 de março
  - Estreia Tributo - Laura Cardoso no Globoplay.[492]
  - Estreia Tributo - Zezé Motta no Globoplay.[493]
- 11 de março — Estreia Até Onde Ela Vai no Univer Vídeo.[170]
- 12 de março — Estreia da 2.ª temporada de Encantado's no Globoplay.[494]
- 14 de março
  - Estreia O Ninho: Futebol & Tragédia na Netflix.[170]
  - Estreia Tributo - Manoel Carlos no Globoplay.[282]
- 27 de março — Estreia Desejos S.A no Star+.[495]
- 29 de março — Estreia Tributo - Lima Duarte no Globoplay.[282]
- 4 de abril — Estreia Da Ponte Pra Lá na Max.[496]
- 5 de abril — Estreia Voltando a Ler Graúna no Disney+.[497]
- 11 de abril — Estreia da 2.ª temporada de Justiça no Globoplay.[282]
- 26 de abril — Estreia Senna 30 Anos: O Dia que Ainda Não Acabou no PlayPlus.[292]
- 1.º de maio — Estreia Senna por Ayrton no Globoplay.[282]
- 8 de maio — Estreia Davi - Um Cara Comum da Bahia no Globoplay.[498]
- 21 de maio — Estreia da 7.ª temporada de Cilada no Globoplay.[499]
- 23 de maio — Estreia Romário, O Cara na Max.[500]
- 24 de maio — Estreia da 3.ª temporada de Dom no Prime Video.[501]
- 31 de maio
  - Estreia A Rainha da Pérsia no Univer Video.[373]
  - Estreia Rio-Paris: A Tragédia do Voo 447 no Globoplay.[502]
- 6 de junho — Estreia Os Parças no Globoplay.[503]
- 13 de junho — Estreia O Jogo que Mudou a História no Globoplay.[307]
- 28 de junho — Estreia de Segura Essa Posse no Globoplay.[282]
- 5 de julho — Estreia Pedaço de Mim na Netflix.[331]
- 12 de julho — Estreia Toda Família Tem no Prime Video.[160]
- 18 de julho — Estreia Dr4g0n no Globoplay.[504]
- 24 de julho — Estreia da 5.ª temporada de Impuros no Disney+.[505]
- 28 de julho — Estreia Um Beijo do Gordo no Globoplay.[506]
- 9 de agosto — Estreia da 2.ª temporada de 5x Comédia no Prime Video.[507]
- 15 de agosto — Estreia da 2.ª temporada de Os Outros no Globoplay.[13][508]
- 19 de agosto — Estreia da 1.ª temporada de O Picapau Amarelo no +SBT.[509]
- 21 de agosto
  - Estreia da 3.ª temporada de De Volta aos 15 na Netflix.[510]
  - Estreia Vidas Bandidas no Disney+.[511]
- 24 de agosto — Estreia Vida em Numeros no +SBT.[509]
- 25 de agosto — Estreia Cidade de Deus: A Luta Não Para na Max.[512]
- 28 de agosto — Estreia O Som e a Sílaba no Disney+.[513]
- 29 de agosto — Estreia Cazalbé, O Herdeiro da Graça no +SBT.[371][372]
- 10 de setembro — Estreia Guga por Kuerten no Disney+.[514]
- 16 de setembro — Estreia Pra Sempre Paquitas no Globoplay.[13][515]
- 19 de setembro — Estreia Hebe, a Cara da Coragem no +SBT.[509][383][372]
- 25 de setembro — Estreia Volta Priscila no Disney+.[516]
- 26 de setembro
  - Estreia da 2.ª temporada de Rensga Hits! no Globoplay.[13]
  - Estreia A Vítima Invisível: O Caso Eliza Samudio na Netflix.[517]
- 30 de setembro — Estreia Neemias no Univer Video.[518]
- 3 de outubro — Estreia A Pracinha no +SBT.[509]
- 9 de outubro — Estreia Richarlison, o Pombo é Gente no Disney+.[407]
- 16 de outubro — Estreia Tributo - Fernanda Montenegro no Globoplay.[413]
- 17 de outubro — Estreia Divina Christina no +SBT.[412][372]
- 22 de outubro — Estreia Chitãozinho & Xororó - Uma História de Sucesso no Globoplay.[519]
- 24 de outubro — Estreia Turma da Mônica - Origens no Globoplay.[520]
- 30 de outubro
  - Estreia Os Quatro da Candelária na Netflix.[521]
  - Estreia O Caso Robinho no Globoplay.[423]
- 1.º de novembro — Estreia Maníaco do Parque: A História Não Contada no Prime Video.[522]
- 5 de novembro — Estreia Narrativas Negras Não Contadas na Max.[523]
- 7 de novembro — Estreia Luva de Pedreiro: O Rei da Jogada na Max.[524][525]
- 14 de novembro — Estreia da 3.ª temporada de Arcanjo Renegado no Globoplay.[526]
- 19 de novembro — Estreia Gugu, Simples Assim no PlayPlus.[442]
- 21 de novembro — Estreia Gugu, Toninho e Augusto no +SBT.[437]
- 22 de novembro
  - Estreia Amor da Minha Vida no Disney+.[527]
  - Estreia A Glória Por Eles no Disney+.[439]
  - Estreia Sutura no Prime Video.[528]
- 28 de novembro — Estreia Belo, Perto Demais da Luz no Globoplay.[529][530]
- 29 de novembro — Estreia Senna na Netflix.[531]
- 30 de novembro — Estreia Tributo - Boni no Globoplay.[529]
- 5 de dezembro — Estreia Cosme e Damião: Quase Santos no Globoplay.[13]
- 12 de dezembro — Estreia Silvio Santos: Vale Mais do que Dinheiro no +SBT.[509][149][372]
- 19 de dezembro — Estreia Geração Chiquititas no +SBT.[459]

## Emissoras e plataformas

### Fundações
| Data            | Emissora             | Cidade, UF                     | Notas                                                                                   | Ref.                    |
| --------------- | -------------------- | ------------------------------ | --------------------------------------------------------------------------------------- | ----------------------- |
| 25 de janeiro   | PrefTV               | Caruaru, Pernambuco            | Emissora de televisão aberta, afiliada à TV Brasil                                      | [ 532 ]                 |
| 30 de janeiro   | TV Liberdade         | Bom Jesus das Selvas, Maranhão | Emissora de televisão aberta, afiliada à TV Cultura                                     | [carece de fontes?]     |
| 21 de fevereiro | TV Meio Santa Inês   | Santa Inês, Maranhão           | Emissora de televisão aberta, afiliada à Rede Meio Norte                                | [carece de fontes?]     |
| 22 de março     | TV Capital           | Cuiabá, Mato Grosso            | Emissora de televisão aberta, afiliada à Rede Gospel                                    | [ 533 ]                 |
| 31 de março     | TV Ativa do Araripe  | Araripina, Pernambuco          | Emissora de televisão aberta, afiliada à Rede Meio Norte                                | [carece de fontes?]     |
| 1.º de abril    | RedeTV! Cacoal       | Cacoal, Rondônia               | Emissora de televisão, afiliada à RedeTV!                                               | [ 534 ]                 |
| 1.º de maio     | UnoTV                | Presidente Prudente, São Paulo | Emissora de televisão, afiliada à TV Cultura                                            | [ 535 ]                 |
| 21 de junho     | Canal Futura Alagoas | Maceió, Alagoas                | Emissora pertencente ao Grupo Asa Branca, afiliada ao Canal Futura                      | [ 536 ]                 |
| 12 de julho     | TV Lupa1             | Teresina, Piauí                | Emissora de televisão aberta, afiliada à TV A Crítica                                   | [ 537 ] [ 538 ] [ 539 ] |
| 4 de novembro   | CNN Brasil Money     | São Paulo, SP                  | Canal de televisão por assinatura voltado à economia, pertencente ao Novus Mídia/Itasat | [ 540 ]                 |
| 4 de novembro   | Canal UOL            | São Paulo, SP                  | Versão televisiva do canal por streaming, pertencente ao Universo Online                | [ 541 ]                 |
| 17 de novembro  | Times Brasil         | São Paulo, SP                  | Versão brasileira do canal CNBC da NBCUniversal                                         | [ 542 ] [ 543 ]         |
| 18 de novembro  | TV Trampolim         | Natal, Rio Grande do Norte     | Emissora de televisão aberta, afiliada à TV Gazeta                                      | [carece de fontes?]     |

### Extinções
| Data            | Emissora               | Cidade, UF                      | Notas | Ref.            |
| --------------- | ---------------------- | ------------------------------- | --- | --------------- |
| 15 de fevereiro | Fox Sports 2           | São Paulo, SP                   | O canal encerrou oficialmente as suas transmissões após cumprir o acordo contratual firmado entre a 21st Century Fox e o Conselho Administrativo de Defesa Econômica (Cade) em maio de 2020 pelas transmissões da Copa Libertadores da América e Copa Sul-Americana, que venceriam em 2022. Em janeiro do mesmo ano, o Fox Sports "1" foi substituído pela ESPN 4, causando a reorganização dos canais ESPN, enquanto que o canal secundário da Fox passou a exibir apenas reprises, mantendo o número 2. O sinal do canal foi ocupado pela ESPN 5 | [ 544 ] [ 545 ] |
| 21 de fevereiro | Canal Empreender       | São Paulo, SP                   | O canal foi extinto após o Serviço Brasileiro de Apoio às Micro e Pequenas Empresas (Sebrae) decidir rescindir o contrato de sublicenciamento da emissora com o Grupo Bandeirantes de Comunicação (Newco). O sinal foi ocupado temporariamente pelo New Brasil até o desligamento das operações em 6 de março | [ 31 ] [ 546 ]  |
| 29 de fevereiro | I.Sat                  | —                               | O canal foi extinto por decisão da Warner Bros. Discovery devido ao encolhimento na sua disponibilidade em operadoras de televisão por assinatura, além de focar seus investimentos nos canais recém-inaugurados Adult Swim e TNT Novelas em toda a América Latina | [ 547 ]         |
| 11 de março     | TV Meio Norte Maranhão | São Luís, Maranhão              | A emissora teve sua concessão cassada após o Grupo Meio Norte de Comunicação decidir não entrar com o processo de prorrogação do uso do canal 28 UHF na capital maranhense, que havia expirado em 12 de março de 2020. O conglomerado piauiense tinha até o dia 21 de setembro de 2023 para resolver tal situação, mas não teve o interesse devido | [ 548 ]         |
| 1.º de abril    | Funimation             | —                               | O serviço de streaming foi descontinuado pela Sony Pictures Entertainment após o grupo decidir unificar as suas operações com o Crunchyroll | [ 549 ]         |
| 17 de maio      | RDC TV                 | Porto Alegre, Rio Grande do Sul | A emissora teve suas instalações tomadas pelas cheias do Rio Guaíba, ocasionando as enchentes por toda a capital gaúcha, atingindo todos os equipamentos que mantinham o canal no ar, forçando a demissão de todos os funcionários e o rompimento de contratos com os colaboradores | [ 550 ]         |
| 24 de julho     | Star+                  | —                               | A plataforma de streaming foi descontinuada devido à política de redução de gastos da The Walt Disney Company, com todo o conteúdo, incluindo as transmissões esportivas da ESPN, sendo transferido para o Disney+ em um processo de fusão | [ 551 ]         |

### Rebrandings
| Data            | Emissora           | Cidade, UF                      | Notas                               | Ref.                |
| --------------- | ------------------ | ------------------------------- | ----------------------------------- | ------------------- |
| 29 de janeiro   | TV Meridional      | Porto Velho, Rondônia           | Passa a se chamar Rondovisão        | [ 552 ]             |
| 31 de janeiro   | TV Allamanda       | Porto Velho, Rondônia           | Passa a se chamar TV Norte Rondônia | [ 553 ]             |
| 12 de fevereiro | TV Vila Real       | Niterói, Rio de Janeiro         | Passa a se chamar TV Cultura Rio    | [ 554 ]             |
| 15 de fevereiro | ESPN Extra         | —                               | Passa a se chamar ESPN 6            | [ 545 ]             |
| 27 de fevereiro | HBO Max            | São Paulo, SP                   | Passa a se chamar Max               | [ 555 ]             |
| 25 de março     | TV Mar             | Maceió, Alagoas                 | Passa a se chamar Gazeta News       | [carece de fontes?] |
| 1.º de abril    | Rede Meio Norte    | Teresina, Piauí                 | Passa a se chamar Rede Meio         | [ 556 ]             |
| 1.º de abril    | TV Meio Norte      | Teresina, Piauí                 | Passa a se chamar TV Meio           | [ 556 ]             |
| 4 de maio       | Band Bragança      | Bragança, Pará                  | Volta a se chamar RBA TV Bragança   | [carece de fontes?] |
| 15 de maio      | TV Univali         | Itajaí, Santa Catarina          | Passa a se chamar Univali TV        | [ 557 ]             |
| 29 de maio      | TV Cultura Roraima | Boa Vista, Roraima              | Volta a se chamar TV Ativa          | [carece de fontes?] |
| 29 de maio      | TVM                | Mossoró, Rio Grande do Norte    | Passa a se chamar TV Gazeta RN      | [carece de fontes?] |
| 19 de agosto    | SBT Vídeos         | São Paulo, SP                   | Passa a se chamar +SBT              | [ 558 ] [ 509 ]     |
| 14 de novembro  | Record RS          | Porto Alegre, Rio Grande do Sul | Passa a se chamar Record Guaíba     | [ 559 ]             |
| 13 de dezembro  | TV Liberdade       | Imperatriz, Maranhão            | Passa a se chamar Imperial TV       | [carece de fontes?] |

### Trocas de afiliação
| Data            | Emissora                | Cidade, UF                             | Afiliação anterior | Afiliação nova    | Notas | Ref.                |
| --------------- | ----------------------- | -------------------------------------- | ------------------ | ----------------- | --- | ------------------- |
| 4 de janeiro    | TV Cidade               | Macapá, Amapá                          | TV Gazeta          | Rede Meio Norte   | Após um pequeno período retransmitindo o canal paulista, a emissora amapaense passou a fechar parceria com a estação piauiense | [carece de fontes?] |
| 7 de janeiro    | TV Mato Grosso          | Cuiabá, Mato Grosso                    | Independente       | Rede Meio Norte   | Após quatro anos adotando uma programação independente, a emissora passa a retransmitir a programação do canal piauiense | [carece de fontes?] |
| 14 de janeiro   | TV Farol                | Maceió, Alagoas                        | Rede Mundial       | TV Brasil         | Após quase oito anos, o canal alagoano decidiu deixar de retransmitir os cultos e a programação da Igreja Mundial do Poder de Deus, ampliando a cobertura do canal federal, o qual já transmitia desde dezembro de 2023 | [carece de fontes?] |
| 15 de janeiro   | TV Andradas             | Andradas, Minas Gerais                 | TV Cultura         | TV Brasil         | Depois de quase três anos retransmitindo a programação da emissora paulista, o canal do sul mineiro voltou a retransmitir a programação da emissora federal | [carece de fontes?] |
| 4 de fevereiro  | TV Xapuri               | Xapuri, Acre                           | RedeTV!            | Record            | Após um pequeno período retransmitindo a programação do canal paulista, a emissora decide transmitir a programação da Record | [carece de fontes?] |
| 6 de fevereiro  | ADTV                    | Rio Branco, Acre                       | Independente       | Rede Cidade Verde | Após um ano adotando uma programação independente, a emissora acreana muda de canal para 12.1 e passa a retransmitir a progrmação do canal mato-grossense | [carece de fontes?] |
| 12 de fevereiro | TV Cultura Rio          | Niterói, Rio de Janeiro                | TV Escola          | TV Cultura        | Com a mudança de nome, a emissora deixa de retransmitir o canal educativo e passa a retransmitir a rede paulista, dividindo a afiliação desta com a TV Universo | [ 560 ]             |
| 20 de fevereiro | TV Peixoto              | Peixoto de Azevedo, Mato Grosso        | RedeTV!            | Rede Meio Norte   | Desde sua fundação retransmitindo a programação do canal paulista, a emissora passa a retransmitir a programação do canal piauiense | [carece de fontes?] |
| 1.º de março    | TV Maior                | Campina Grande, Paraíba                | TV Evangelizar     | Independente      | Com a saída da RedeTV! após a emissora paulista fechar um acordo de exclusividade com a TV Manaíra, a emissora paraibana anunciou a criação de uma programação independente. A retransmissão da TV Evangelizar ocorreu de maneira provisória | [ 561 ]             |
| 4 de março      | TV Sucesso              | Jataí, Goiás                           | Record             | Band              | A TV Sucesso fechou em 19 de dezembro de 2023 um contrato de exclusividade para a retransmissão da Band em todo o estado de Goiás, marcando assim o fim da parceria com a Record após 12 anos. A mudança também ocasionou no encerramento da afiliação de 28 anos da Band com a TV Goiânia, que perdeu os direitos de transmissão do canal paulista, sendo também impedida pelo Grupo Bandeirantes de alterar o nome para TV Bandeirantes Goiás, visando tentar segurar a rede. Após a perda, o canal goiano fechou acordo com a rede piauiense | [ 556 ] [ 562 ]     |
| 4 de março      | TV Goiânia              | Goiânia, Goiás                         | Band               | Rede Meio Norte   | A TV Sucesso fechou em 19 de dezembro de 2023 um contrato de exclusividade para a retransmissão da Band em todo o estado de Goiás, marcando assim o fim da parceria com a Record após 12 anos. A mudança também ocasionou no encerramento da afiliação de 28 anos da Band com a TV Goiânia, que perdeu os direitos de transmissão do canal paulista, sendo também impedida pelo Grupo Bandeirantes de alterar o nome para TV Bandeirantes Goiás, visando tentar segurar a rede. Após a perda, o canal goiano fechou acordo com a rede piauiense | [ 556 ] [ 562 ]     |
| 12 de março     | TV Miracema             | Miracema do Tocantins, Tocantins       | Rede Meio Norte    | RedeTV!           | Após a emissora piauiense perder oito afiliadas pelos estados do Maranhão e Tocantins que foram migrados para outras afiliações ou extintas, a emissora passou a retransmitir o canal paulista | [carece de fontes?] |
| 1.º de abril    | Líder TV                | São Sebastião do Paraíso, Minas Gerais | Rede Brasil        | Rede Meio         | Após um período retransmitindo a rede paulista, o canal fechou acordo para retransmitir a programação da rede piauiense | [ 563 ]             |
| 2 de abril      | TV Brusque              | Brusque, Santa Catarina                | Rede Brasil        | Rede Meio         | Após 12 anos retransmitindo a rede paulista, a emissora de televisão por assinatura catarinense passa a retransmitir a rede piauiense | [carece de fontes?] |
| 2 de abril      | SIC TV Pará             | Parauapebas, Pará                      | TV A Crítica       | Rede Meio         | Desde sua fundação retransmitindo a programação do canal amazonense, a emissora fechou acordo com o canal piauiense | [carece de fontes?] |
| 5 de maio       | TV Alternativa          | São Luís, Maranhão                     | TV Gazeta          | Rede Meio         | Após 17 anos retransmitindo o canal paulista, a emissora fechou acordo para retransmitir a programação da rede piauiense | [carece de fontes?] |
| 17 de maio      | TVE Alagoas             | Maceió, Alagoas                        | TV Cultura         | TV Brasil         | Após quase 7 anos, a emissora volta a transmitir a programação da TV Brasil, deixando a TV Cultura sem sinal no estado | [carece de fontes?] |
| 26 de maio      | TV Farol                | Maceió, Alagoas                        | TV Brasil          | TV Feliz          | Apesar de cinco meses retransmitindo a programação do canal federal, a emissora alagoana decidiu retransmitir o sinal da emissora potiguar | [carece de fontes?] |
| 29 de maio      | TV Ativa                | Boa Vista, Roraima                     | TV Cultura         | TV A Crítica      | Após 8 anos, a emissora roraimense decide encerrar a sua afiliação com o canal paulista, passando a retransmitir a emissora amazonense | [carece de fontes?] |
| 6 de julho      | TVE UEPG                | Ponta Grossa, Paraná                   | TV Cultura         | TV Brasil         | Afiliada desde a fundação, a emissora da Universidade Estadual de Ponta Grossa deixa de transmitir a programação da rede paulista após 24 anos e passa a retransmitir o canal federal | [ 564 ]             |
| 12 de julho     | TV Lupa1                | Teresina, Piauí                        | Rede Brasil        | TV A Crítica      | A retransmissão do canal sul-matogrossense aconteceu de maneira provisória, uma vez que a emissora encontrava-se em caráter experimental. Com a inauguração oficial em 12 de julho, o canal passou a transmitir a rede amazonense | [ 539 ]             |
| 1.º de agosto   | TV Gazeta Norte Mineira | Montes Claros, Minas Gerais            | TV Brasil          | TV Cultura        | Após 3 anos retransmitindo o canal federal, a emissora fechou acordo para retransmitir a programação da rede paulista | [carece de fontes?] |
| 7 de novembro   | Unitins TV              | Palmas, Tocantins                      | TV Cultura         | TV Brasil         | Após quase 6 anos, a emissora volta a transmitir a programação da TV Brasil, deixando a TV Cultura sem sinal no estado | [carece de fontes?] |
| 5 de dezembro   | TV Mutum                | Nova Mutum, Mato Grosso                | Rede Cidade Verde  | Band              | Após 5 anos, a emissora decide encerrar a sua afiliação com a emissora cuiabana, passando a retransmitir a rede paulista | [carece de fontes?] |
| 27 de dezembro  | TV Peixoto              | Peixoto de Azevedo, Mato Grosso        | TV Meio            | TV A Crítica      | Em menos de 1 ano de afiliação, a emissora decide encerrar a sua afiliação com a emissora piauiense, passando a retransmitir o canal amazonense | [carece de fontes?] |

## Mortes
| Data            | Nome                            | Idade | Notas | Ref.    |
| --------------- | ------------------------------- | ----- | --- | ------- |
| 4 de janeiro    | Denise Assunção                 | 67    | Atriz, cantora e compositora. Seu único trabalho na TV foi na minissérie Hoje É Dia de Maria | [ 565 ] |
| 5 de janeiro    | Zagallo                         | 92    | Treinador e ex-futebolista. Na televisão, atuou como comentarista esportivo na TV Globo e Rede Manchete durante as Copas do Mundo de 1986 e 1990 | [ 566 ] |
| 10 de janeiro   | Beto Gabriel                    | 67    | Ator e humorista. Seu trabalho mais notável na TV foi como o Tibúrcio do humorístico A Praça É Nossa | [ 567 ] |
| 11 de janeiro   | Fernando César                  | 59    | Jornalista. Foi repórter na Band Rio, SBT Rio, Record Rio, TV Alerj, TV Câmara Rio, TV Rio e Diário Oficial do Município do Rio | [ 568 ] |
| 13 de janeiro   | Adriano Falabella               | 70    | Apresentador. Apresentou o programa Alto Falante na Rede Minas | [ 569 ] |
| 20 de janeiro   | Fabio Vital                     | 43    | Jornalista. Trabalhou na Rede Minas como repórter | [ 570 ] |
| 25 de janeiro   | José Nello Marques              | 69    | Jornalista. Foi apresentador e repórter na Record, TV Manchete São Paulo, TV Bandeirantes São Paulo, TV Jovem Pan e TV CBI. | [ 571 ] |
| 30 de janeiro   | Jandira Martini                 | 78    | Atriz. Trabalhos notáveis incluem Sassaricando, O Fantasma da Ópera, Éramos Seis, Sangue do Meu Sangue, O Clone, A Casa das Sete Mulheres, América, Caminho das Índias e Escrito nas Estrelas | [ 572 ] |
| 11 de fevereiro | Antônio Aguillar                | 94    | Apresentador e radialista. Na televisão, comandou programas na TV Paulista, TV Tupi São Paulo, TV Excelsior, TV Capital, Record, TV Globo e TV Gazeta | [ 573 ] |
| 11 de fevereiro | Paulo Ivo                       | 67    | Ator e dublador. Na televisão, era um dos integrantes da Megaliga MTV de VJs Paladinos, um dos dubladores da série Fudêncio e Seus Amigos e foi locutor da MTV Brasil | [ 574 ] |
| 14 de fevereiro | Paulo Diógenes                  | 62    | Ator e humorista. Na televisão, ficou conhecido por interpretar a personagem Raimundinha no programa Beco do Riso na TV Diário | [ 575 ] |
| 15 de fevereiro | Tony Goes                       | 63    | Colunista e redator. Na televisão, foi um dos roteiristas da série Santo de Casa na Band, do Vídeo Show na TV Globo e da série 12 Moedas na HBO Brasil | [ 576 ] |
| 18 de fevereiro | Regina Vianna                   | 81    | Atriz. Trabalhos notáveis incluem O Rebu, Gabriela, Helena, O Grito, Planeta dos Homens, Dancin' Days e Caso Verdade | [ 577 ] |
| 18 de fevereiro | Abilio Diniz                    | 87    | Empresário. Na televisão, apresentou os programas Olhares Brasileiros e Caminhos com Abilio Diniz na CNN Brasil | [ 578 ] |
| 28 de fevereiro | Jota Pacheco                    | 67    | Jornalista. Na televisão, foi apresentador eventual do Programa Cesar Souza, na TVBV, e apresentou um telejornal na Record News Santa Catarina | [ 579 ] |
| 29 de fevereiro | Edson Barboza                   | 29    | Ator. Seu único trabalho na televisão foi na telenovela Gênesis | [ 580 ] |
| 11 de março     | Rosely Dinamite                 | 71    | Assistente de palco. Ex-chacrete dos programas do Chacrinha | [ 581 ] |
| 17 de março     | Gabriel Camargo Mendes          | 27    | Chef de Cozinha. Na televisão, trabalhou no Mais Você | [ 582 ] |
| 17 de março     | Mary dos Santos                 | 44    | Cabeleireira e maquiadora. Trabalhava na TV Globo, sendo responsável pela caracterização dos atores | [ 583 ] |
| 23 de março     | Rivandro França                 | 44    | Cozinheiro e apresentador. Comandou o programa Sabor da Gente na TV Jornal entre os anos de 2020 e 2023 | [ 584 ] |
| 3 de abril      | Alan Neto                       | 83    | Jornalista esportivo. Apresentava a versão televisiva do programa Trem Bala na TV O Povo e TV Ceará entre os anos de 2011 e 2023 | [ 585 ] |
| 6 de abril      | Ziraldo                         | 91    | Cartoonista e autor. Na televisão, produziu as séries A Turma do Pererê e Um Menino muito Maluquinho, ambas exibidas pelas emissoras TVE Brasil, TV Brasil, TV Cultura, Disney Channel e TV Escola | [ 586 ] |
| 13 de abril     | Afonso Mônaco                   | 78    | Jornalista e repórter. Trabalhou na TV Globo onde fez parte das equipes do Fantástico e do Globo Rural, e na Record sendo repórter do Domingo Espetacular e do Câmera Record | [ 587 ] |
| 21 de abril     | Maria Luíza Castelli            | 90    | Atriz. Trabalhos notáveis incluem O Direito de Nascer, Antônio Maria, Pigmalião 70, Cavalo de Aço, Os Ossos do Barão, Xeque-Mate, Éramos Seis, Pé de Vento, Rosa Baiana e Joana | [ 588 ] |
| 26 de abril     | Anderson Leonardo               | 51    | Cantor e vocalista do Grupo Molejo. Na televisão, foi um dos apresentadores substitutos do Planeta Xuxa, da TV Globo, durante o período de licença-maternidade de Xuxa | [ 589 ] |
| 26 de abril     | José Santa Cruz                 | 95    | Ator, dublador e humorista. Trabalhos notáveis incluem A, E, I, O... Urca e Beco Sem Saída na TV Tupi Rio de Janeiro, Balança Mas Não Cai e Apertura na Rede Tupi, A Praça é Nossa no SBT, Zorra Total e Zorra na TV Globo e Treme Treme no Multishow | [ 590 ] |
| 12 de maio      | Paulo César Pereio              | 83    | Ator. Trabalhos notáveis incluem A Gordinha, A Fábrica, Anos Dourados e Presença de Anita, além de ter feito participações especiais em Gabriela, Partido Alto, Roque Santeiro e A Viagem | [ 591 ] |
| 15 de maio      | Washington Rodrigues (Apolinho) | 87    | Jornalista e radialista. Na televisão, atuou como comentarista esportivo na Rede Manchete entre 1996 e 1998 | [ 592 ] |
| 16 de maio      | Antero Greco                    | 69    | Jornalista. Foi comentarista da Band entre 1988 e 1994 e desde 1994 trabalhava na ESPN, compondo a primeira equipe esportiva do canal, além de apresentar o SportsCenter Brasil entre os anos de 2000 e 2020 | [ 593 ] |
| 16 de maio      | Silvio Luiz                     | 89    | Ator e jornalista esportivo. Atuou em Éramos Seis e Cela da Morte na Record, além de ter sido apresentador e narrador esportivo da Record, SBT, Band, BandSports e da RedeTV! | [ 594 ] |
| 18 de maio      | Toni Venturi                    | 68    | Cineasta. Dirigiu a versão da TV Globo de Teletubbies e o programa Conexão Roberto D'Avila na GloboNews | [ 595 ] |
| 28 de maio      | Celso de Marco                  | 74    | Jornalista. Foi apresentador da edição paulista do Brasil Urgente na Band e do Diário Brasil na Rede Gênesis | [ 596 ] |
| 29 de maio      | Joaquim Lopes Salgado           | 74    | Ator e humorista. Trabalhos notáveis incluem Viva a Noite, Show Maravilha, Domingo Legal, Casa da Angélica, A Escolinha do Golias, A Praça é Nossa, Ô... Coitado e Meu Cunhado | [ 597 ] |
| 4 de junho      | Roberto Müller Filho            | 82    | Jornalista. Na Band, apresentou o programa Crítica e Autocrítica entre os anos de 1981 e 1993 e foi diretor de jornalismo da TV Globo São Paulo durante os anos 2000 | [ 598 ] |
| 9 de junho      | Simone Garcia                   | 52    | Jornalista e artista plástica. Foi apresentadora do 2ª Edição Notícias da Rede Gazeta | [ 599 ] |
| 12 de junho     | Ilva Niño                       | 89    | Atriz. Trabalhos notáveis incluem Bandeira 2, Corrida do Ouro, Gabriela, Roque Santeiro, Bebê a Bordo, O Sexo dos Anjos, Pedra sobre Pedra, Tropicaliente, Porto dos Milagres, Cheias de Charme, Saramandaia e Malhação: Pro Dia Nascer Feliz | [ 600 ] |
| 13 de junho     | Nahim                           | 71    | Cantor. Foi jurado do Cassino do Chacrinha na TV Globo e do Cante se Puder no SBT, além de ser apresentador do Amigos & Sucessos e participante dos reality shows A Fazenda e Power Couple Brasil na Record e comandou o Programa do Nahim na Rede Brasil de Televisão | [ 601 ] |
| 14 de junho     | Elionardo Braga                 | 44    | Designer gráfico. Foi editor e diretor de vídeo da TV Cidade Verde | [ 602 ] |
| 17 de junho     | Jacqueline Laurence             | 91    | Atriz. Trabalhos notáveis incluem Dancin' Days, Água Viva, Marquesa de Santos, Antônio Maria, Top Model, Água na Boca, Aquele Beijo e Babilônia | [ 603 ] |
| 19 de junho     | Wandeko Pipoca                  | 73    | Ex-animador e pastor. Trabalhos notáveis incluem Bozo no SBT, A Turma do Pipoca na TV Gazeta e o TV Criança na Band | [ 604 ] |
| 28 de junho     | Renato Segantin Lima            | 48    | Assistente de produção. Trabalhava na RedeTV! | [ 605 ] |
| 2 de julho      | Tetê Medina                     | 84    | Atriz e artista plástica. Trabalhos notáveis incluem Nino, o Italianinho, Coração Alado, Transas e Caretas, Santa Marta Fabril S.A. e Labirinto | [ 606 ] |
| 3 de julho      | Cintia Grillo                   | 69    | Atriz. Trabalhos notáveis incluem Quatro por Quatro, Pátria Minha e Salsa e Merengue | [ 607 ] |
| 4 de julho      | Cirillo Marcos Alves            | 74    | Empresário. Foi um dos fundadores da TV Serra Dourada, afiliada ao SBT em Goiás | [ 608 ] |
| 5 de julho      | Laércio de Freitas              | 83    | Pianista, maestro e ator. Na TV atuou nas novelas Mulheres Apaixonadas e Viver a Vida | [ 609 ] |
| 5 de julho      | Xicão Tofani                    | 72    | Jornalista. Trabalhava na Rede Pampa | [ 610 ] |
| 6 de julho      | Sebastião Belmino               | 76    | Jornalista esportivo. Apresentou programas na TV Educativa do Ceará, TV Manchete Fortaleza, TV Diário e TV Terra do Sol | [ 611 ] |
| 13 de julho     | Paulo Sérgio                    | 77    | Empresário. Era proprietário da TV Cidade, afiliada à Record em São Luís | [ 612 ] |
| 14 de julho     | Sérgio Cabral                   | 87    | Jornalista. Integrou o júri da TV Globo nos desfiles de escola de samba nos carnavais da década de 1970. Em 1980, foi júri do carnaval pela TVE e posteriormente foi comentarista ao longo da década de 80 pela TV Manchete | [ 613 ] |
| 14 de julho     | Dalton Di Franco                | 63    | Jornalista. Teve passagens na SIC TV, TV Norte Rondônia, Rondovisão e na Rema TV | [ 614 ] |
| 20 de julho     | Thommy Schiavo                  | 39    | Ator. Trabalhos notáveis incluem Por Toda Minha Vida, Paraíso, Império e Além do Tempo, também tendo feito participações especiais em Cordel Encantado e Pantanal | [ 615 ] |
| 21 de julho     | Iran Lima                       | 89    | Ator e diretor. Trabalhos notáveis incluem Teatrinho Trol na TV Tupi São Paulo, Praça da Alegria, Escolinha do Barulho e Escolinha do Gugu na Record, Faça Humor, Não Faça Guerra, Satiricom, Os Trapalhões e Escolinha do Professor Raimundo na TV Globo, Alegria 81 no SBT e Uma Escolinha Muito Louca na Band | [ 616 ] |
| 5 de agosto     | Caçulinha                       | 86    | Músico. Trabalhos notáveis incluem Fino Trato, Esta Noite se Improvisa e Bossaudade na Record, Caçulinha Entre Amigos e Perdidos na Noite na Band, Domingão do Faustão e Sai de Baixo na TV Globo e Todo Seu na TV Gazeta | [ 617 ] |
| 14 de agosto    | Octávio Florisbal               | 84    | Empresário. Foi diretor de marketing da TV Globo entre 1982 e 1991, assumindo a superintendência comercial do canal entre 1991 e 2002, além de ter sido diretor-geral entre 2002 e 2012 e integrou o Conselho de Administração do Grupo Globo entre 2013 e 2017 | [ 618 ] |
| 15 de agosto    | Alice Lindenberg                | 87    | Jornalista e pedagoga. Foi acionista da Rede Gazeta entre 1987 e 2014 | [ 619 ] |
| 17 de agosto    | Silvio Santos                   | 93    | Animador e empresário. Comandou o Vamos Brincar de Forca na TV Paulista entre 1960 e 1963 e o tradicional Programa Silvio Santos entre 1963 e 2023, passando por emissoras como a própria TV Paulista, TV Globo, Rede Tupi, SBT Rio, REI, Record e SBT, além de outras atrações do gênero como o Troféu Imprensa, Qual É a Música?, Show de Calouros, Topa Tudo por Dinheiro, Hot Hot Hot, Namoro na TV, Show do Milhão, Teleton, Casa dos Artistas e outros. Também foi proprietário da Record São Paulo entre 1972 e 1990 e da REI entre 1972 e 1975. Foi fundador e proprietário do SBT | [ 620 ] |
| 18 de agosto    | Nadia Bambirra                  | 59    | Atriz e diretora. Na televisão, esteve à frente de produções da Record como as séries Plano alto e Milagres de Jesus e as novelas Amor e Intrigas, Poder Paralelo, Rebelde e Dona Xepa | [ 621 ] |
| 28 de agosto    | Ívano Nascimento                | 61    | Cantor e ator. Na televisão, trabalhou em novelas como Xica da Silva e Malhação | [ 622 ] |
| 31 de agosto    | Carlota Portella                | 74    | Coreógrafa. Na televisão, trabalhou como jurada do quadro Dança dos Famosos no Domingão do Faustão | [ 623 ] |
| 7 de setembro   | Fábio Arruda                    | 54    | Consultor de etiqueta. Foi colunista do Note e Anote, Geraldo Brasil, Tudo a Ver, Tudo é Possível e Hoje em Dia na Record e do Pra Valer na Band, além de ter participado da primeira e da nona temporada do reality A Fazenda | [ 624 ] |
| 10 de setembro  | Luiz Geraldo Mazza              | 93    | Jornalista. Na televisão, trabalhou na TV Paranaense, afiliada à TV Globo em Curitiba | [ 625 ] |
| 13 de setembro  | Thais Belém                     | 28    | Jornalista. Na televisão, era produtora da TV Liberal Belém, afiliada à TV Globo na capital paraense | [ 626 ] |
| 18 de setembro  | Andreia Fetter                  | 61    | Atriz e modelo. Na televisão, trabalhou na minissérie O Canto das Sereias na Rede Manchete | [ 627 ] |
| 20 de setembro  | João Russo                      | 77    | Jornalista. Na televisão, trabalhou como repórter na TV Globo, TV Cultura e Band | [ 628 ] |
| 24 de setembro  | Roberto Frota                   | 85    | Ator. Trabalhos notáveis incluem Jerônimo, O Herói Do Sertão, Vejo a Lua no Céu, Chico City, Tieta, Pedra sobre Pedra, 74.5 - Uma onda no ar, Corpo Dourado, Mulheres Apaixonadas, Chiquititas e Verdades Secretas II | [ 629 ] |
| 3 de outubro    | Cid Moreira                     | 97    | Jornalista. Foi locutor do Jornal da Vanguarda na TV Rio e se tornou o primeiro apresentador do Jornal Nacional, ficando à frente do jornalístico entre 1969 e 1996, além de já ter apresentado o Globo Repórter e o Fantástico em algumas ocasiões, tendo passagens também na Rede Tupi, TV Excelsior e TV Continental | [ 630 ] |
| 4 de outubro    | Emiliano Queiroz                | 88    | Ator. Trabalhos notáveis incluem O Bem-Amado, Irmãos Coragem, Ti Ti Ti, Escolinha do Professor Raimundo, Alma Gêmea, Passione, Morde & Assopra, Meu Pedacinho de Chão e Espelho da Vida | [ 631 ] |
| 12 de outubro   | Ary Toledo                      | 87    | Cantor e humorista. Trabalhos notáveis incluem O Vigilante Rodoviário, Ceará contra 007 e A Praça é Nossa | [ 632 ] |
| 24 de outubro   | Maguila                         | 66    | Lutador. Atuou como comentarista no Aqui Agora, do SBT, entre 1991 e 1997, e integrou o elenco do Show do Tom na Record em 2004 | [ 633 ] |
| 24 de outubro   | João Rebello                    | 45    | Ex-ator e DJ. Trabalhos notáveis incluem Cambalacho, Bebê a Bordo, Vamp, Deus nos Acuda e Zazá | [ 634 ] |
| 24 de outubro   | Anja Bittencourt                | 72    | Atriz. Na televisão, realizou participações especiais em algumas produções da TV Globo como Rainha da Sucata, O Clone, Sob Nova Direção, A Diarista, Carga Pesada, Maysa - Quando Fala o Coração e Elas por Elas | [ 635 ] |
| 26 de outubro   | Julieta Amaral                  | 62    | Jornalista. Trabalhou como apresentadora do Jornal do Almoço e do RBS Notícias na RBS TV entre 1987 e 2016 | [ 636 ] |
| 4 de novembro   | Agnaldo Rayol                   | 86    | Cantor e apresentador. Trabalhos notáveis incluem Agnaldo e as Garotas, Agnaldo Rayol Show, São Paulo, Meu Amor, Domingo é Dia de Show e Festa Baile. Também já atuou em telenovelas e séries em papéis principais como como Mãe, O Caminho das Estrelas, A Última Testemunha, As Pupilas do Senhor Reitor, Os Deuses Estão Mortos, Dom Camilo e os Cabeludos, Como Salvar Meu Casamento, A Deusa Vencida, Dulcinéa Vai à Guerra e Os Imigrantes | [ 637 ] |
| 4 de novembro   | Antônio Augusto (Tuta)          | 93    | Empresário. Foi fundador e proprietário da TV Jovem Pan entre 1991 e 1995, além da TV Jovem Pan News entre 2021 e 2024. Também foi organizador de festivais e programas transmitidos pela Record São Paulo durante os anos 1960 | [ 638 ] |
| 23 de novembro  | Dinan Laredo                    | 58    | Jornalista. Foi cinegrafista da TV Guajará durante a década da 80 e repórter na RBA TV entre o período de 1988 a 2024 e na TV ALEPA entre 2023 e 2024 | [ 639 ] |
| 2 de dezembro   | Paulo Giardini                  | 62    | Ator. Trabalhos notáveis incluem Celebridade, Cobras & Lagartos, Minha Nada Mole Vida, Insensato Coração, Rock Story, Nos Tempos do Imperador e Pantanal | [ 640 ] |
| 9 de dezembro   | João Bernardo Simões            | 64    | Colunista social. Foi apresentador do Programa JB na Santa Cecília TV entre 1997 e 2024 | [ 641 ] |
| 19 de dezembro  | Gustavo Sobral                  | 57    | Jornalista. Foi apresentador do programa Papo de Buteco e diretor de programação da TV Nova | [ 642 ] |
| 21 de dezembro  | João Batista Natali             | 74    | Jornalista. Na televisão, trabalhou como comentarista na TV Gazeta | [ 643 ] |
| 26 de dezembro  | Ney Latorraca                   | 80    | Ator e humorista. Trabalhos notáveis incluem Beto Rockfeller, Super Plá, Vidas Marcadas, Escalada, Estúpido Cupido, Coração Alado, Anarquistas, Graças a Deus, Um Sonho a Mais, TV Pirata, Brasileiras e Brasileiros, Vamp, Zazá, O Cravo e a Rosa, O Beijo do Vampiro, Da Cor do Pecado e Meu Pedacinho de Chão | [ 644 ] |